# Herkules (Kassel)

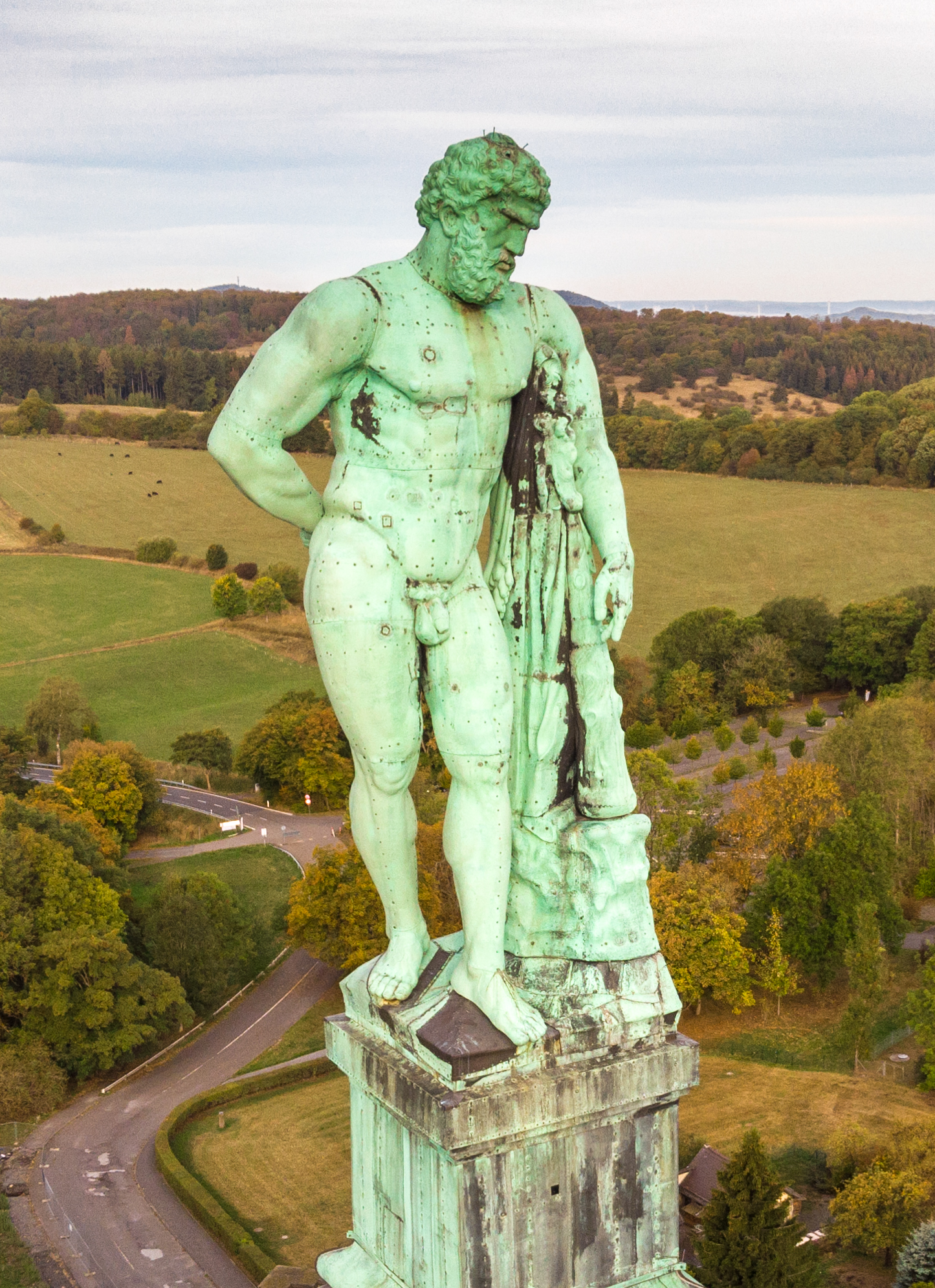
Kupferstatue des Herkules

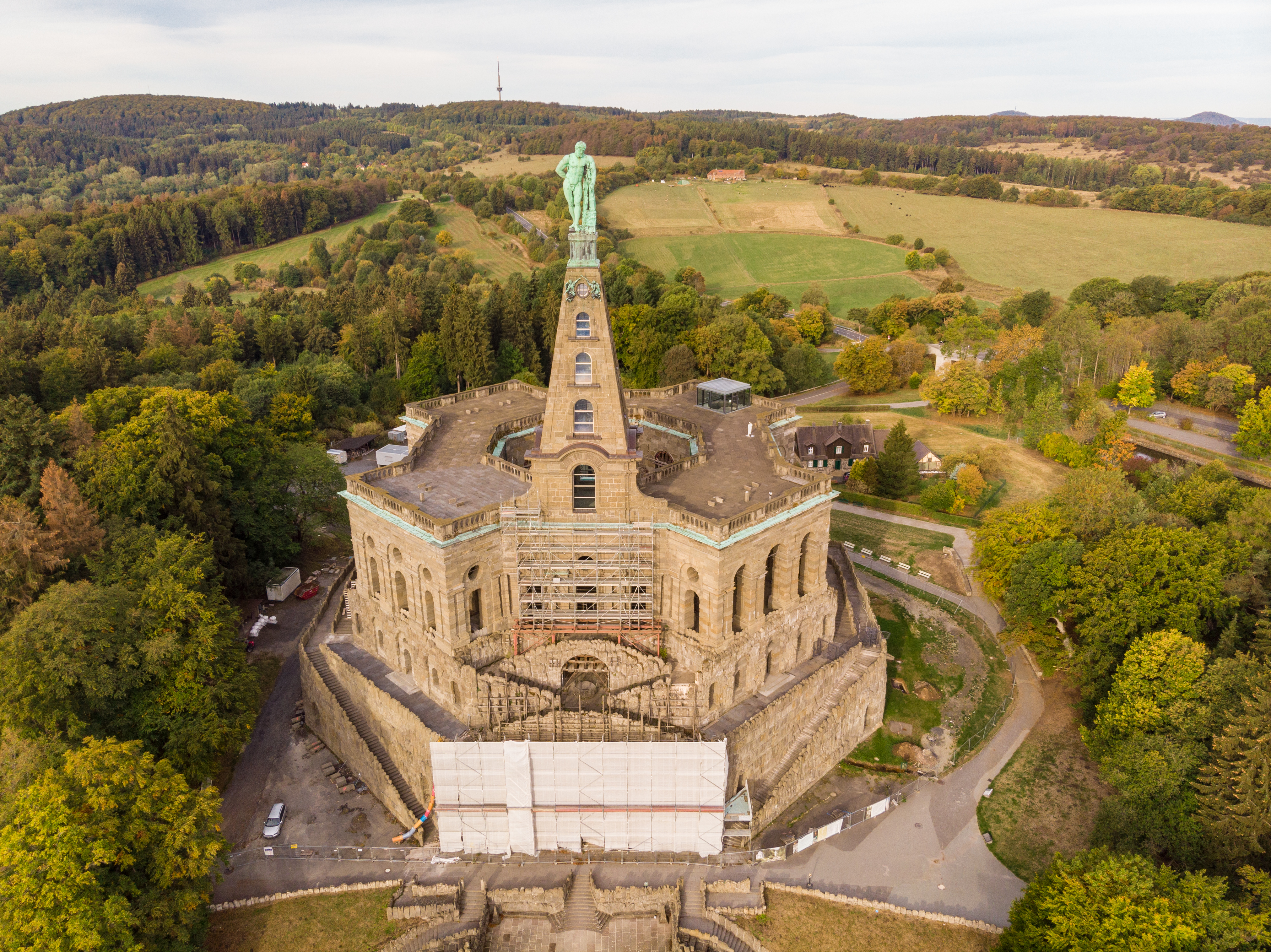
Der Herkules auf dem Oktogon im Bergpark Wilhelmshöhe Kassel, 2018

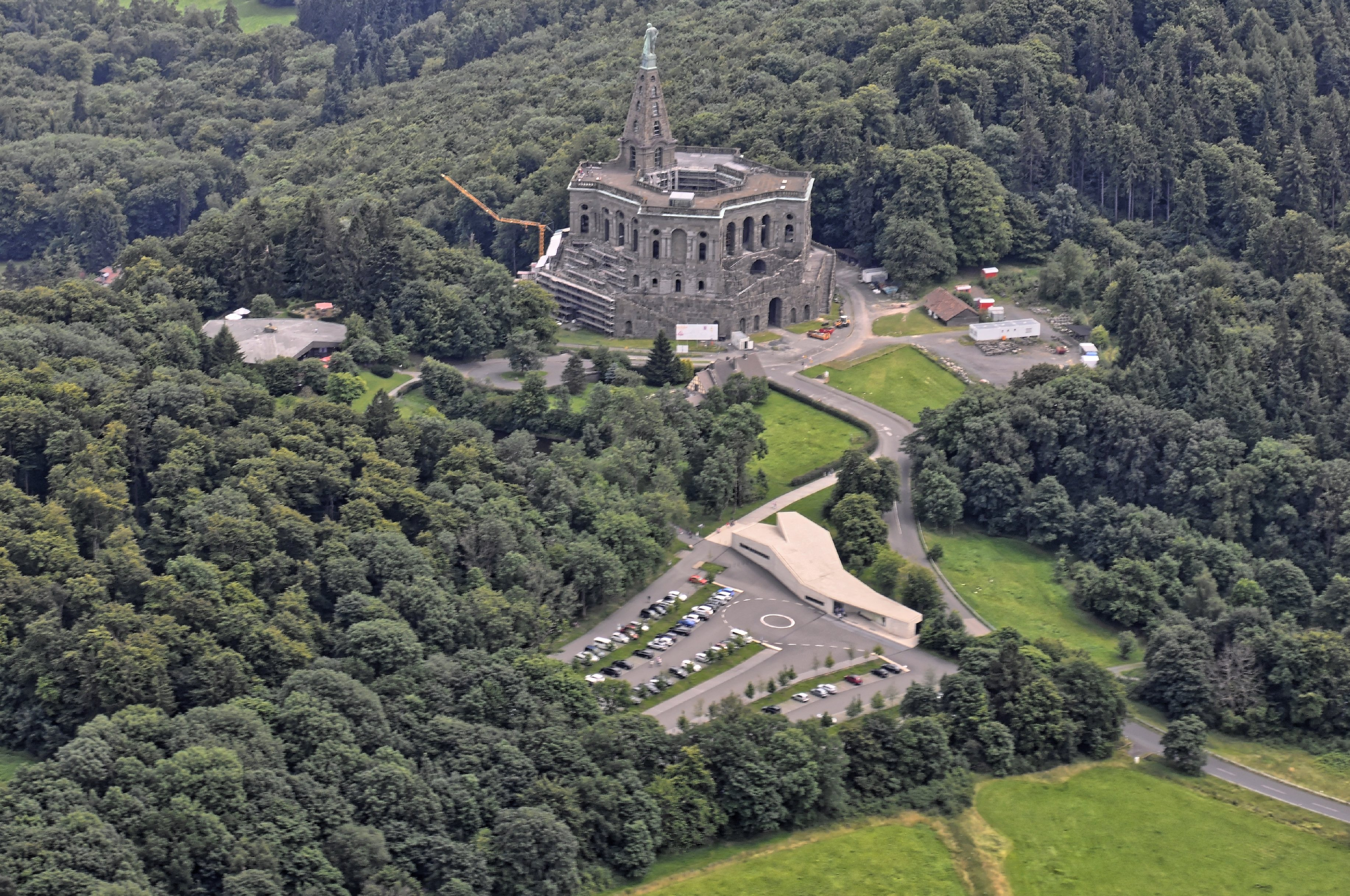
Der Herkules von oben

Der Herkules ist eine im frühen 18. Jahrhundert entstandene Kupferstatue des griechischen Halbgottes Herakles (lateinisch Hercules, eingedeutscht Herkules) im Bergpark Wilhelmshöhe in Kassel (Nordhessen, Deutschland). Die Statue, die als ein Wahrzeichen der Stadt Kassel gilt, befindet sich an der Spitze einer Pyramide, die auf dem Oktogon, dem Riesenschloss steht. Heute steht der Name „Herkules“ nicht nur für das Standbild, sondern das gesamte Bauwerk, das auch den Ausgangspunkt der sommerlichen Wasserspiele im Bergpark bildet. Das Oktogon und der Herkules gehen auf verschiedene Bauphasen zurück. Seit dem 23. Juni 2013 steht der Herkules – als Teil des Bergparks Wilhelmshöhe – als Beispiel absolutistischer Architektur in der Weltkulturerbeliste der UNESCO.
Das Bauwerk steht im Stadtteil Bad Wilhelmshöhe, auf dem östlichen Bergkamm des Habichtswaldes. Es wurde in einer leichten, künstlich ausgeformten Mulde des Karlsberges (526,2 m ü. NHN) errichtet. Das Herkules-Bauwerk bildet den westlichen und höchstgelegenen Punkt (515 m) einer barocken Sichtachse, die über das Schloss Wilhelmshöhe und die Wilhelmshöher Allee bis in die Kasseler Innenstadt reicht.

## Geschichte

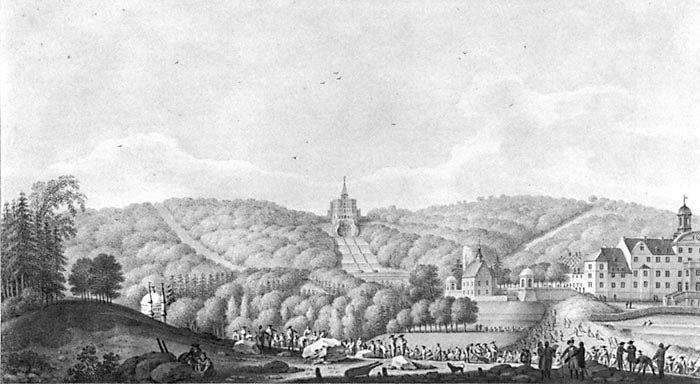
Der Herkules ist eines der ältesten Bauwerke im Bergpark, Zeichnung von Müntz mit Schloss Weißenstein im Vordergrund.

Entstanden ist der schlossartige Herkules in den Jahren 1701 bis 1717 nach Entwürfen des Italieners Giovanni Francesco Guerniero. Die Gesamtanlage trägt inklusive der dem Herkules vorgelagerten Kaskaden nach dem Bauherren, Landgraf Karl von Hessen-Kassel, auch die Bezeichnung Karlsberg und ist unter diesem Begriff sowohl räumlich als auch baugeschichtlich ein barocker Teilaspekt und westlicher Abschluss des Bergparks Wilhelmshöhe.
Bereits 1696 wurde unter Landgraf Karl mit dem Bau für eine Mittelachse des damals bescheidenen Parks begonnen. Parallel dazu wurden auf dem Ostkamm des Habichtswaldes etwa 500 m südsüdöstlich des heutigen Herkules und wenige Meter unterhalb des Gipfels vom Hüttenberg (555 m) erste Gebäudeteile für ein Riesenschloss errichtet – Kleiner Herkules bzw. Alter Winterkasten genannt. Man beschloss aber, den Hüttenberg nicht als künftigen Blickpunkt der Parkanlage zu betrachten. Der Bauort wurde aufgegeben und die dortigen Arbeiten wurden eingestellt. An der Bauruine, die seit langer Zeit vom Wald überwuchert wird, sind noch einige Mauer- und Fundamentreste von etwa 7 m Höhe vorhanden.
Erst 1699 lernte Landgraf Karl in Italien Giovanni Francesco Guerniero kennen. Mit dem Bau des barocken Riesenschlosses wurde 1701 begonnen, die Herkules-Statue auf dessen Dachpyramide wurde am 30. November 1717 aufgestellt, womit das Bauwerk fertiggestellt wurde. Wegen des im November für Kassel typischen ungastlichen Wetters wird in Anlehnung an das Fertigstellungsjahr der „Geburtstag“ des Bauwerkes am 17. Juli begangen.
Der von Landgraf und Architekt gemeinsam entwickelte Entwurf wurde mehrfach abgeändert, so wird die Pyramide mit dem Herkules-Standbild einer späteren Idee des Herrschers zugeschrieben. Im Jahr 1706 gefertigte Stiche zeigen, dass viel weitergehende Baumaßnahmen geplant waren, als letztendlich ausgeführt wurden. Guerniero wollte die hangabwärts vorgelagerten Kaskaden den gesamten Berghang hinunter, bis zum heutigen Schloss Wilhelmshöhe führen. Realisiert wurde davon nur etwa ein Viertel der Länge, was weniger am Willen des Landgrafen gelegen haben dürfte als an seinen beschränkten finanziellen Möglichkeiten. Der verbliebene Raum zwischen Kaskaden und dem Schloss wurde letztendlich 70 Jahre später – durch im Grunde völlig konträre Planungen – gefüllt und bildet heute den Kern des Englischen Landschaftsgartens – dem Bergpark Wilhelmshöhe.
Am 31. August 2011 wurde von Kulturministerin Eva Kühne-Hörmann der Antrag unterschrieben, um den Bergpark Wilhelmshöhe mit dem Herkules zum UNESCO-Welterbe vorzuschlagen. Im Januar 2012 übergab das Land Hessen den Antrag auf Eintragung der „Wasserspiele und Herkules im Bergpark Wilhelmshöhe“ der Ständigen Vertretung der Bundesrepublik Deutschland bei der UNESCO in Paris. Diese leitete den Antrag an das Welterbezentrum der UNESCO weiter, die im Juni 2013 positiv über den Antrag entschied.

## Herkulesstatue
Die kupferne Herkulesstatue steht auf der Spitze einer steinernen Pyramide, die an der Ostseite der Decke des Oktogons errichtet wurde.
Die Pyramide, die auf einem quadratischen Sockel steht, entstand 1714/1715 und ist 26 m hoch. Die Herkulesstatue auf ihrer Spitze besteht aus einem schmiedeeisernen Skelett, das mit 2–3 mm dicken, handgetriebenen Platten aus Kupferblech überspannt wurde. Die Figur hat eine Höhe von 8,30 m und steht auf einem Sockel von 3,00 m Höhe. Das Gesamtgewicht der 11,30 m hohen Statue beträgt 7,8 t. Dabei entfallen 5,3 t auf die schmiedeeiserne Innenkonstruktion und 2,5 t auf die kupferne Haut incl. deren inneren Bänder aus Eisen/Stahl.
Die kupferne Herkulesstatue entstand zwischen 1713 und 1717 als Arbeit des aus Augsburg stammenden Goldschmieds Johann Jacob Anthoni. Das tragende Innengerüst wurde von dem Kasseler Bauschmied Johann Balthasar Klocke gefertigt. Das Rohkupfer stammte aus den Kupfererzbergwerken im Richelsdorfer Gebirge. Bereits dort wurden die vier Halbschalen, aus denen der Kopf besteht, in einem Hammerwerk ausgeformt. Das restliche Rohkupfer wurde in Form von Barren an den Kasseler Messinghof geliefert. Dort wurden diese Barren mithilfe durch Wasser angetriebener Schwanzhämmer zu Kupferblechen von 3 mm Dicke ausgetrieben und diese Bleche wurden vorgeformt. Die vorgeformten Bleche hatten Größen von bis zu einem Quadratmeter. Diese waren die Grundlage für die nachfolgenden, aufwendigen Treibarbeiten durch Anthoni. Kompliziert war die Ausbildung von Details (Kopf, Hände mit Äpfeln) die deshalb aus deutlich kleineren Einzelblechen zusammengesetzt sind. An ihren Rändern wurden die fertigen Bleche verzahnt, verlötet und mit kleinen Nieten gesichert. Es entstanden nahezu unsichtbare Verbindungen. Um den Transport von der Werkstatt zum Bauwerk zu ermöglichen, wurden 21 Segmente vorgefertigt, aus denen die 8,30 m hohe Herkules-Figur zusammengesetzt ist. Die Niet-Verbindung dieser Segmente untereinander ist sichtbar und reversibel – Teilsegmente der Figur können abgenommen werden. Die Urheberschaft Anthonis wurde erst 1900 bekannt, als eine von ihm 1717 angefertigte kupferne Gedenkplakette unter der Schädeldecke der Herkules-Figur entdeckt wurde.
Kunstgeschichtlich gehört die Statue zum Typus des Herkules Farnese, des sich ausruhenden, über seine Taten nachdenkenden Herakles. Der Held ist in nachsinnender, leicht nach vorn gebeugter und mit dem Oberkörper nach links gedrehter Haltung. Die typischen Attribute sind die auf einem Felsen aufgelagerte, senkrecht stehende Keule, die mit dem Fell des Nemeischen Löwen behängt ist (1. Tat) und der Figur als Stütze unter der linken Achsel dient. Seine rechte Hand liegt auf dem Rücken und hält die Äpfel der Hesperiden (11. Tat). Sie stehen für Liebe, Fruchtbarkeit und ewige Jugend, das Löwenfell z. B. für Kraft. Herkules war ein Herrscherideal, besonders im 16. und beginnenden 17. Jahrhundert, das Apollon in der Aufklärung bzw. Klassik ablöste. Beide Ideale, die (auch) die Landgrafen von Hessen-Kassel in verschiedenen Zeiten für sich beanspruchten, sind exemplarisch im Bergpark, mit der Herkulesstatue und dem Kasseler Apollon im Schloss Wilhelmshöhe präsent.
| Maße der Statue:                     | Maße der Statue: |
| ------------------------------------ | ---------------- |
| Herkules-Figur                       | 8,30 Meter       |
| Sockel                               | 3,00 Meter       |
| Kopfhöhe                             | 1,45 Meter       |
| Schulterbreite                       | 2,70 Meter       |
| Brustumfang                          | 5,50 Meter       |
| Fußlänge                             | 1,20 Meter       |
| Länge der Keule                      | 3,50 Meter       |
| Durchmesser der Äpfel der Hesperiden | 0,20 Meter       |

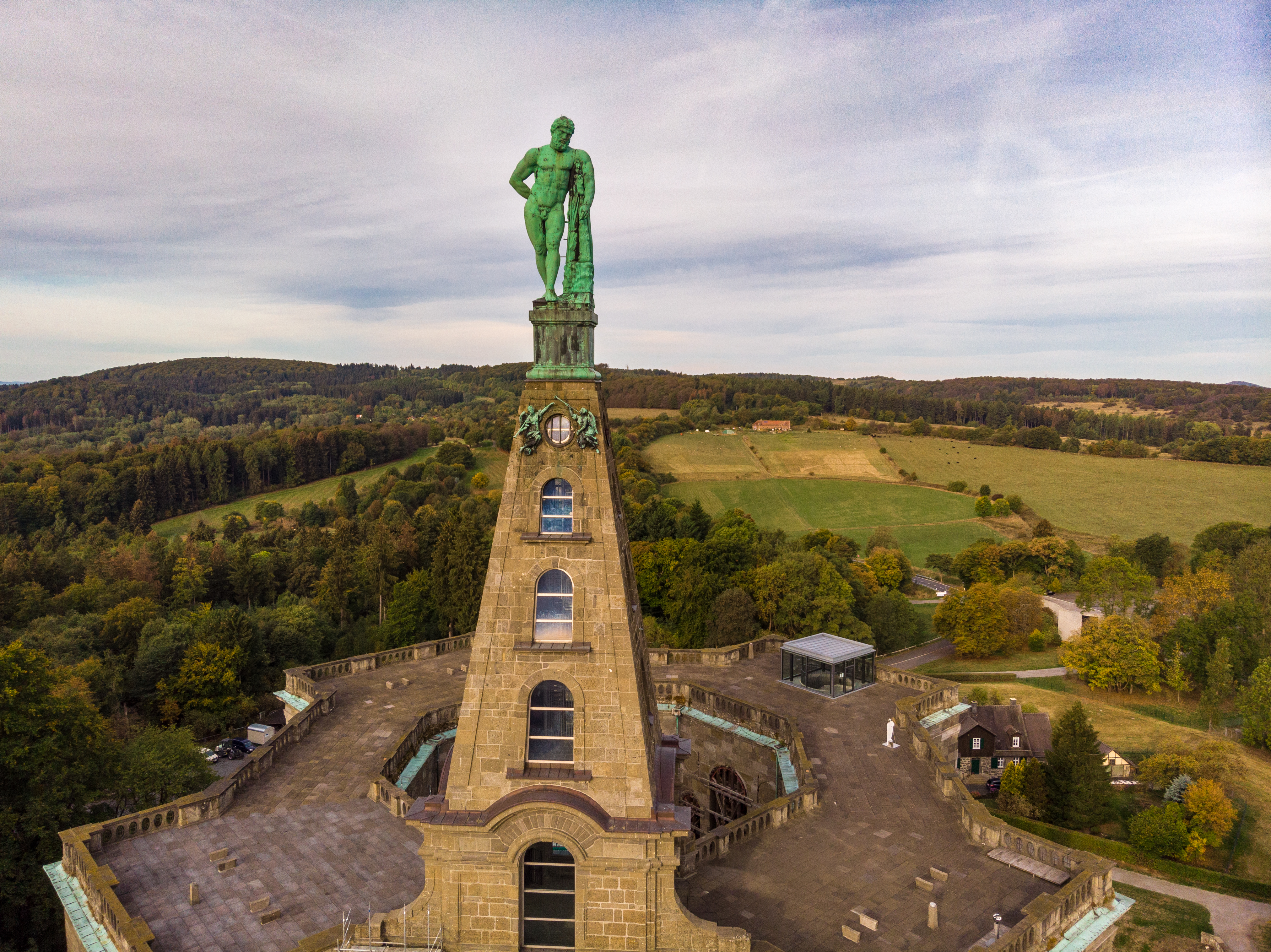
Herkules-Figur mit Pyramide (2018)
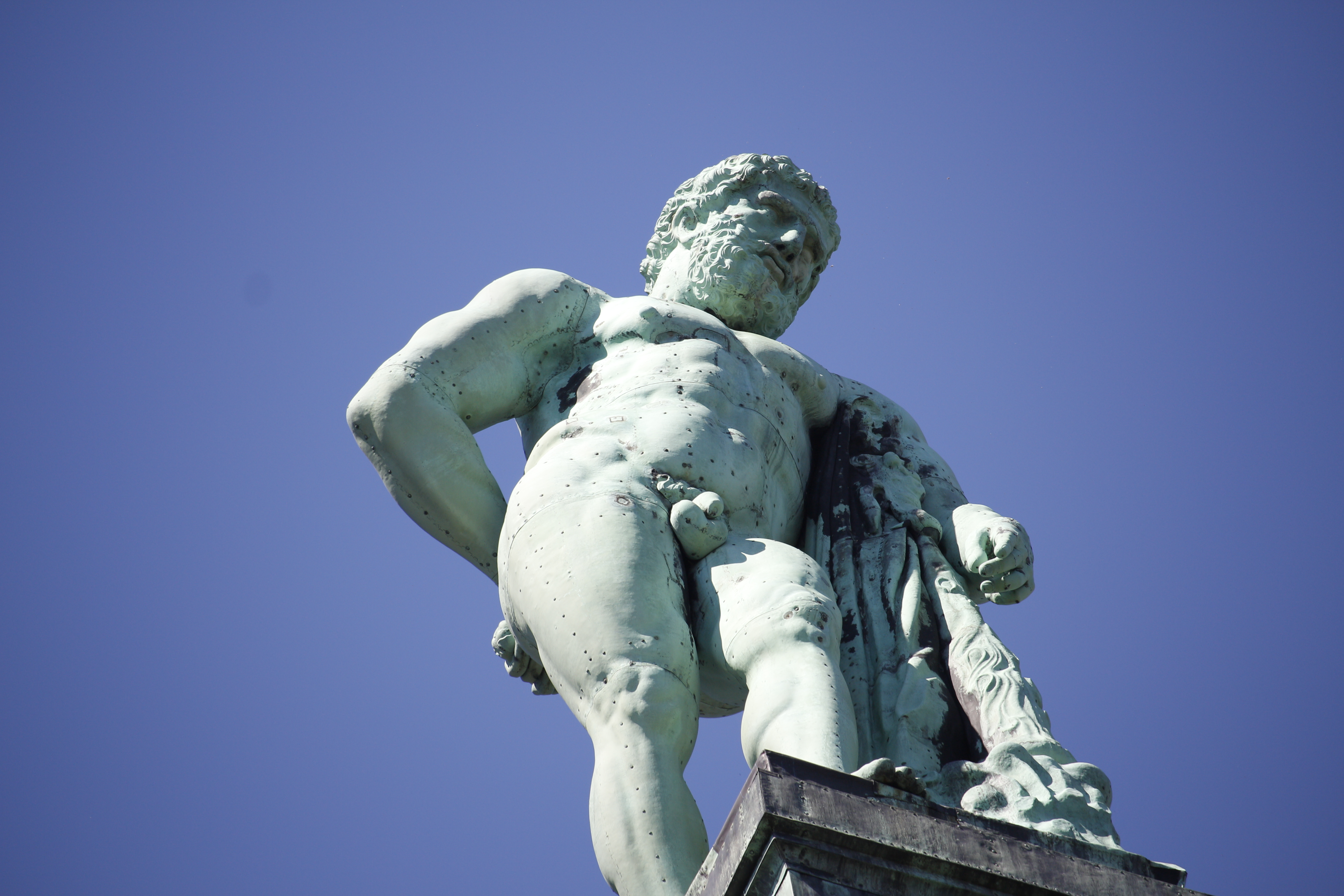
Von unten (2016)
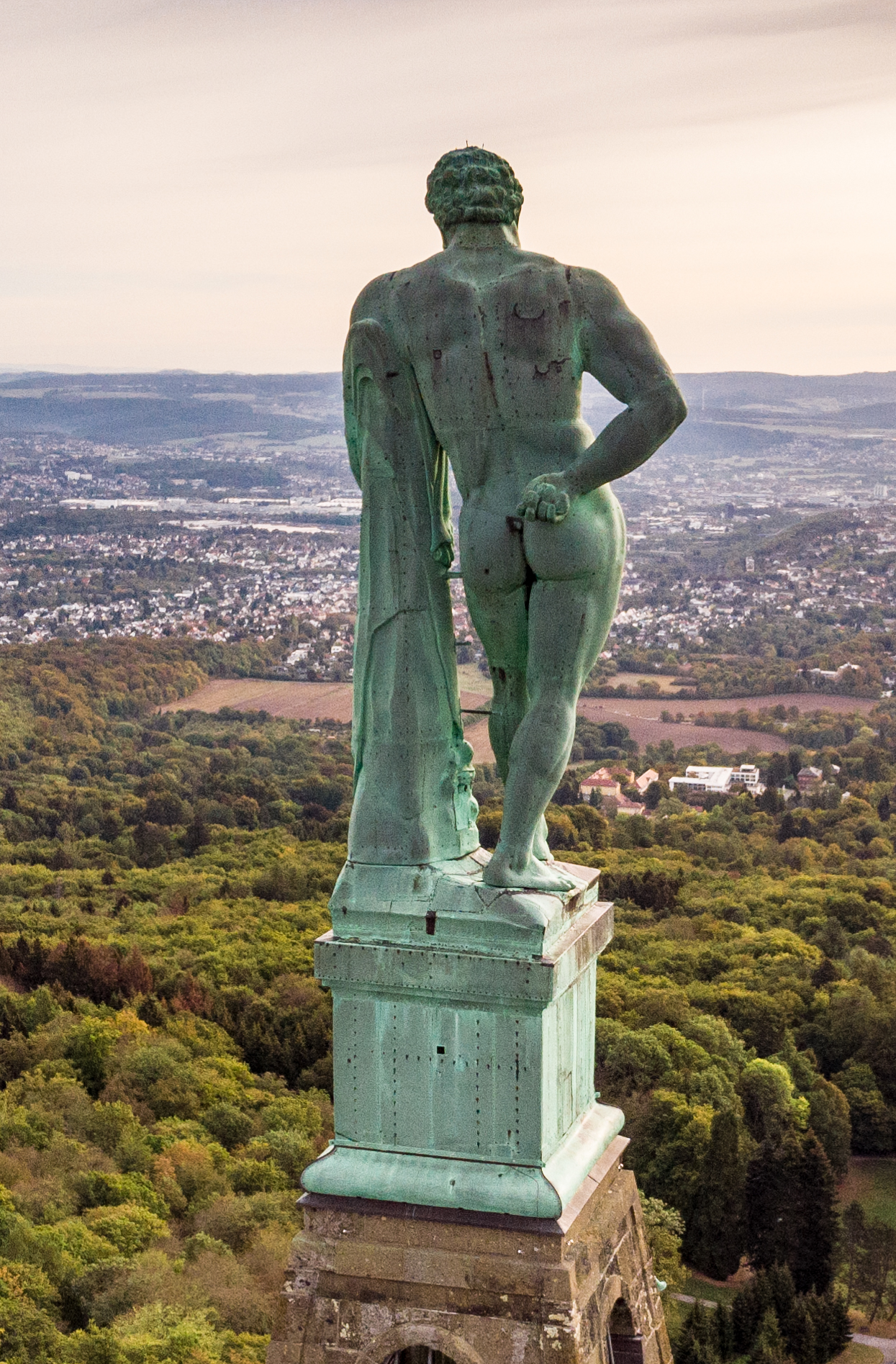
Rückenansicht (2018)
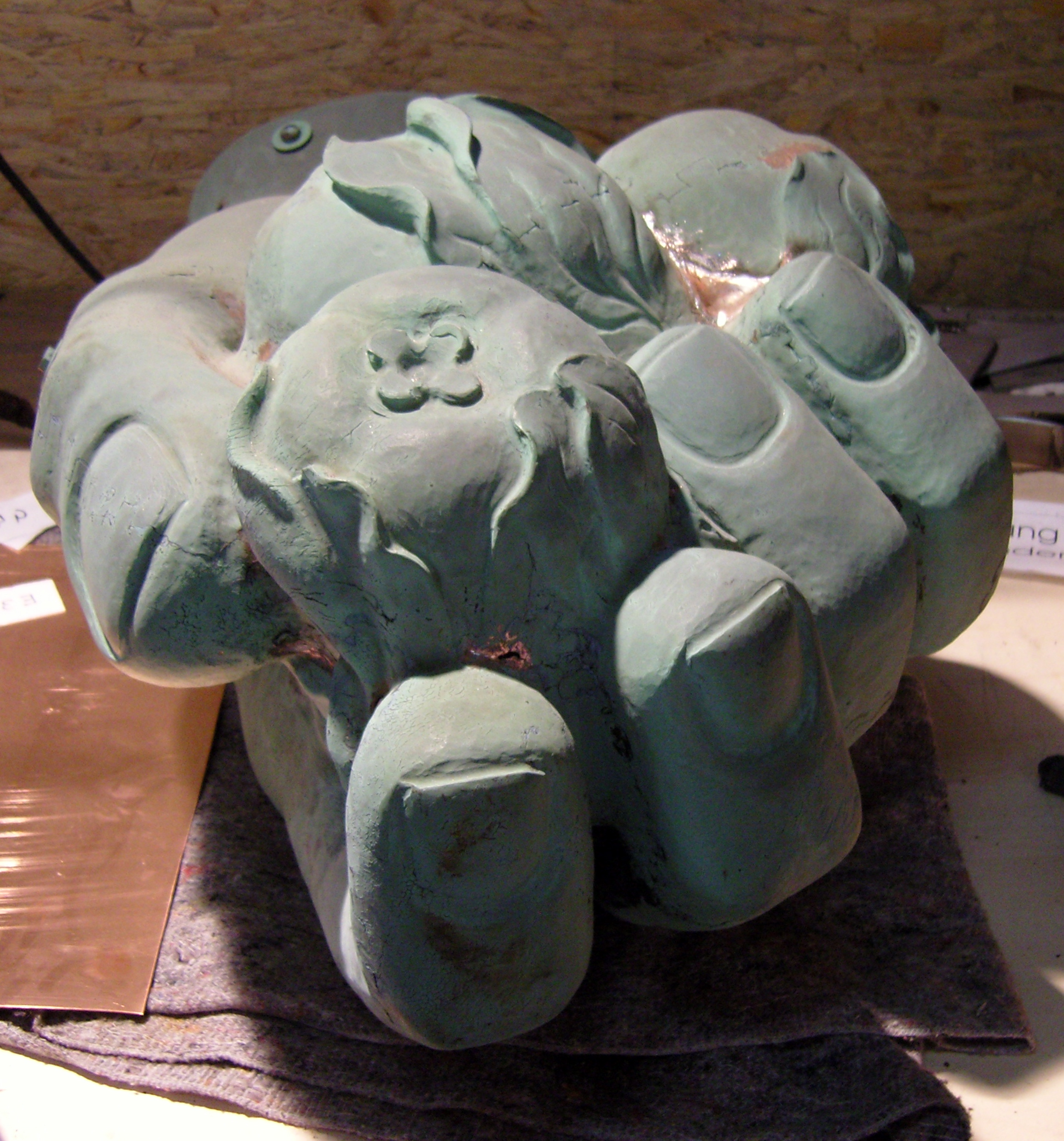
Abgenommene rechte Hand während Sanierungsarbeiten (2008)

## Oktogon

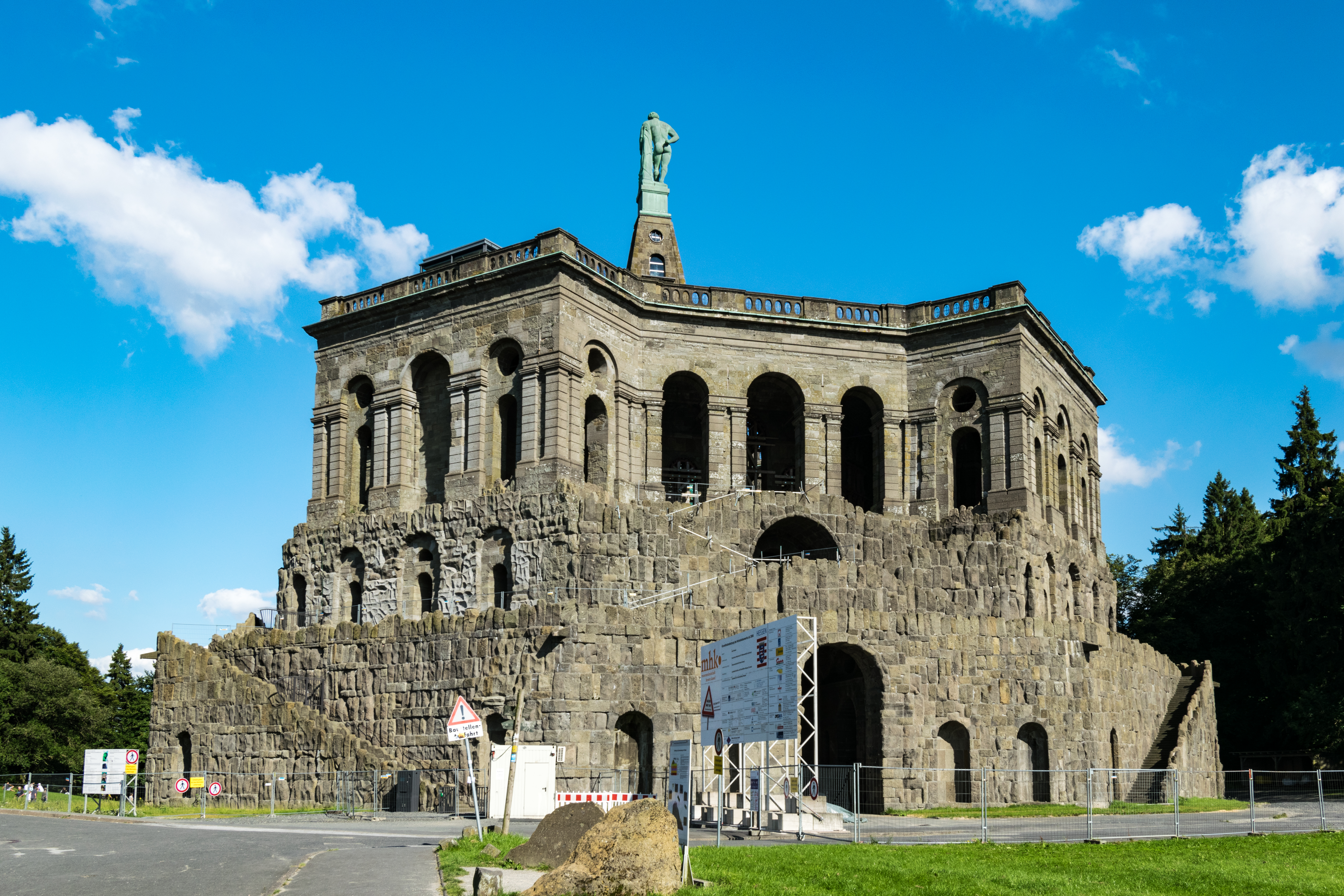
Oktogon des Herkules von Westen, 2017

Das achteckige Gebäude, auch Riesenschloss, ist ein offenes, unverglastes Bauwerk mit 70 m Durchmesser und einer Höhe von 33 m.
Das Oktogon des Herkules kann im Rahmen der Wasserspiele als ein ins riesenhafte vergrößertes Quellbauwerk verstanden werden. Noch heute ist das Bauwerk der Ausgangspunkt für die barocke Wasserachse nach Osten, die ursprünglich viel länger geplant war.
Die dreistöckige Gliederung des Oktogons geht aufsteigend von naturhaft übereinander aufgerichtetem Felsgestein als tragendes Fundament, in geometrisch angeordnete Architektur über. An seinen Außenseiten führen Freitreppen zu den oberen Stockwerken. Das untere Stockwerk wurde mit vier felsigen Rundbögen versehen, über deren östlichsten man in das Bauwerk gelangen kann. In seinem Inneren befindet sich ein achteckiger Innenhof, in dessen Boden ein Wasserreservoir eingelassen ist. Die wesentlich kleineren Rundbögen des zweiten Stockwerks wurden bereits in geometrischeren Formen ausgeführt. Auf dem obersten Stockwerk, in dem gemauerte Streben und Rundbögen aus glatten Werksteinfassaden bestehen, ruht die riesige Aussichtsplattform, das Belvedere. Dem achteckigen Belvedere sind vier Risalite angesetzt, welche dem Gesamtbauwerk die charakterisierende Silhouette verleihen.

## Vexierwassergrotte und Artischockenbassin

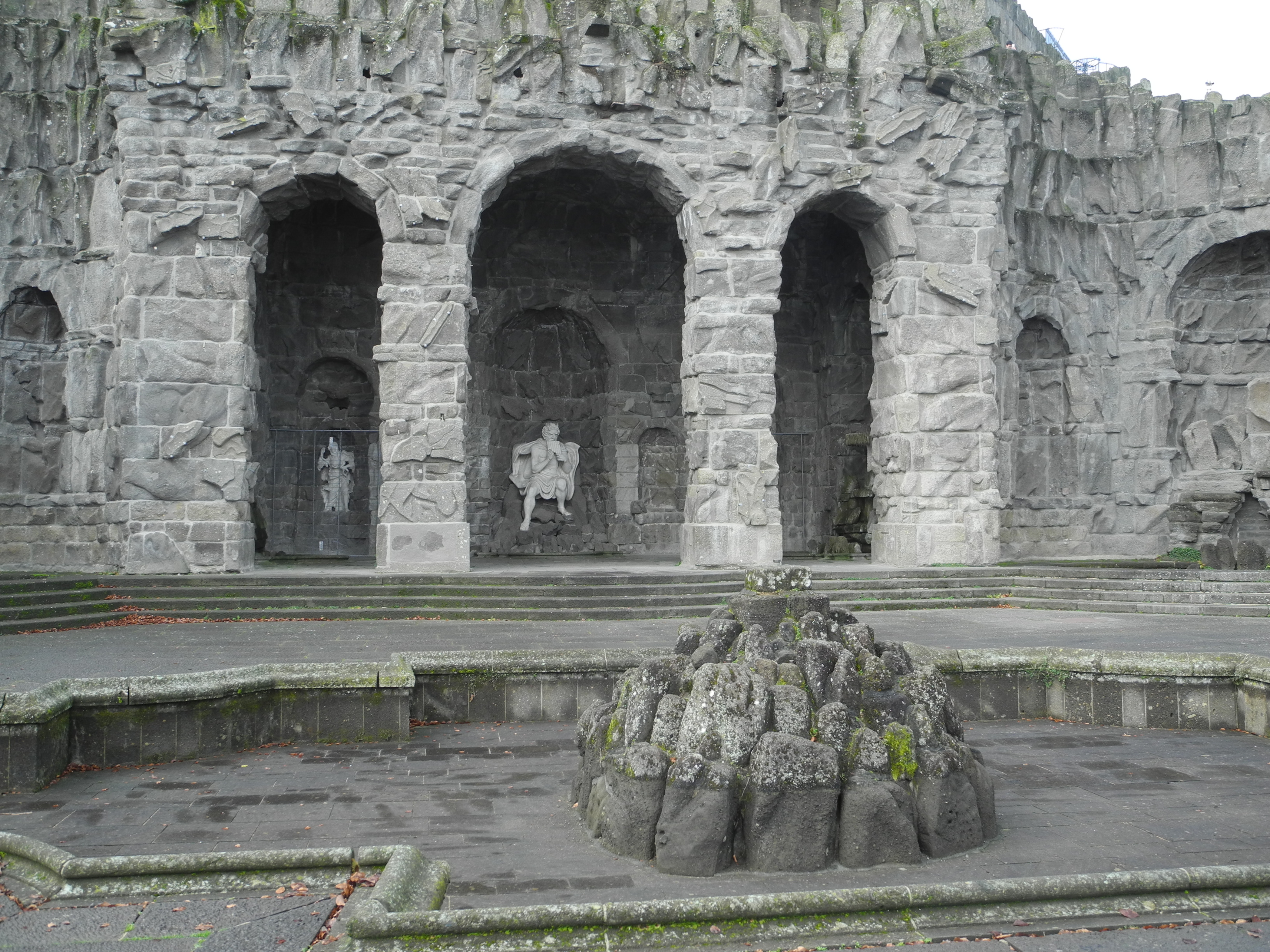
Vexierwassergrotte mit Artischockenbassin (November 2019)

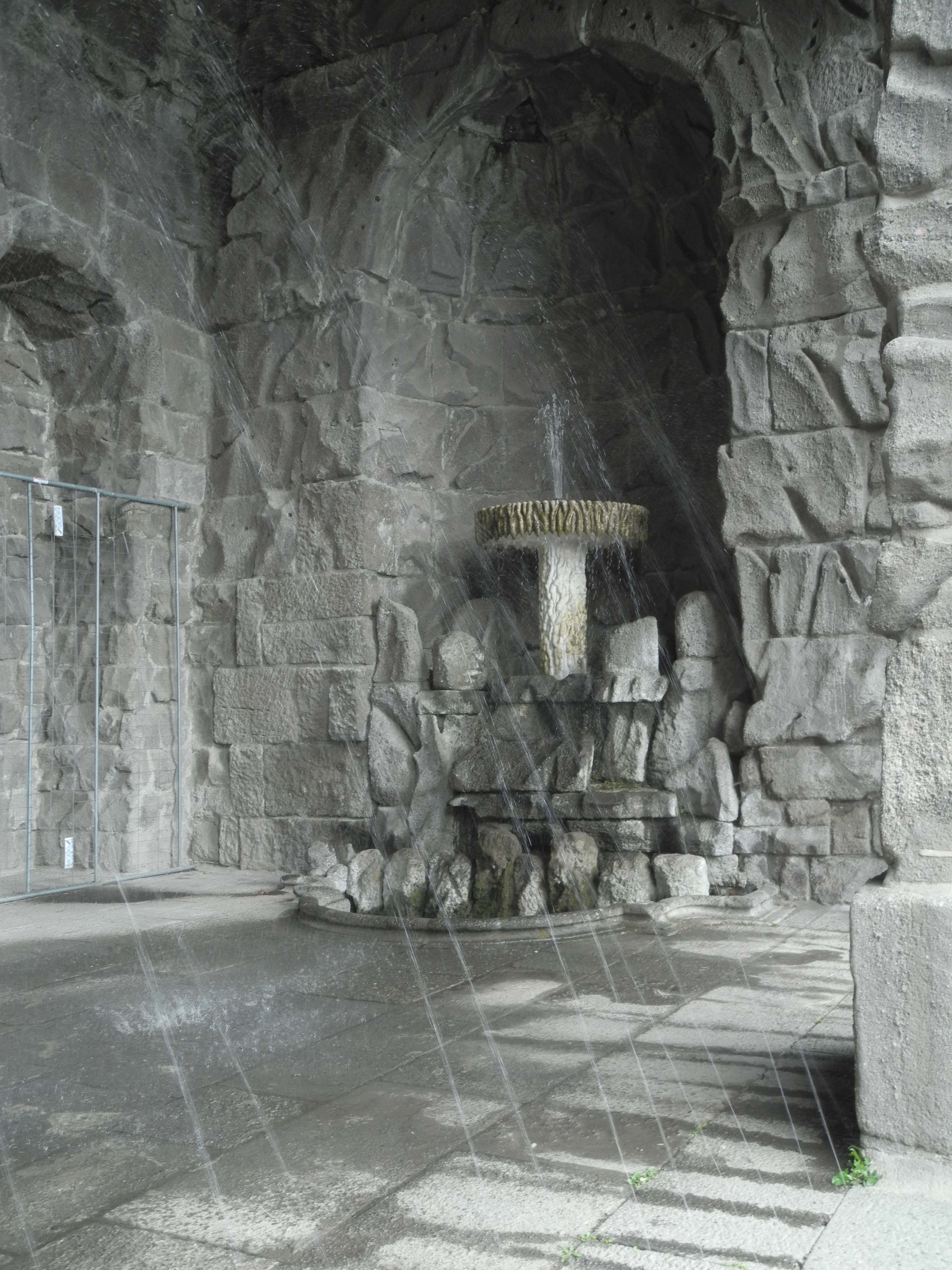
Spritzendes Vexierwasser und sprudelnder Brunnentisch im Inneren der Grotte (Mai 2020)

Unterhalb des Oktogons ist östlich die hufeisenförmige Vexierwassergrotte vorgelagert. In ihrem Innenhof liegt das Artischockenbassin.
Im Inneren der Vexierwassergrotte finden sich Figuren, die mythologische Motive zitieren. Es sind Erneuerungen der historischen, barocken Arbeiten. Die zentrale Figur war ursprünglich eine des Zyklopen Polyphem und wurde im 19. Jahrhundert ausgetauscht.
- in der zentralen Wandnische: Pan.
- links davon, in der südlichen Nische, Eris als die weibliche Allegorie des Neides.
- rechts, in der nördlichen Nische, Chronos als Versinnbildlichung der Zeit und des Todes.

Daneben gibt es zwei seitliche Wandnischen, in denen sich Rundbassins mit Brunnentischen befinden. Die Skulpturen im Inneren von links nach rechts:

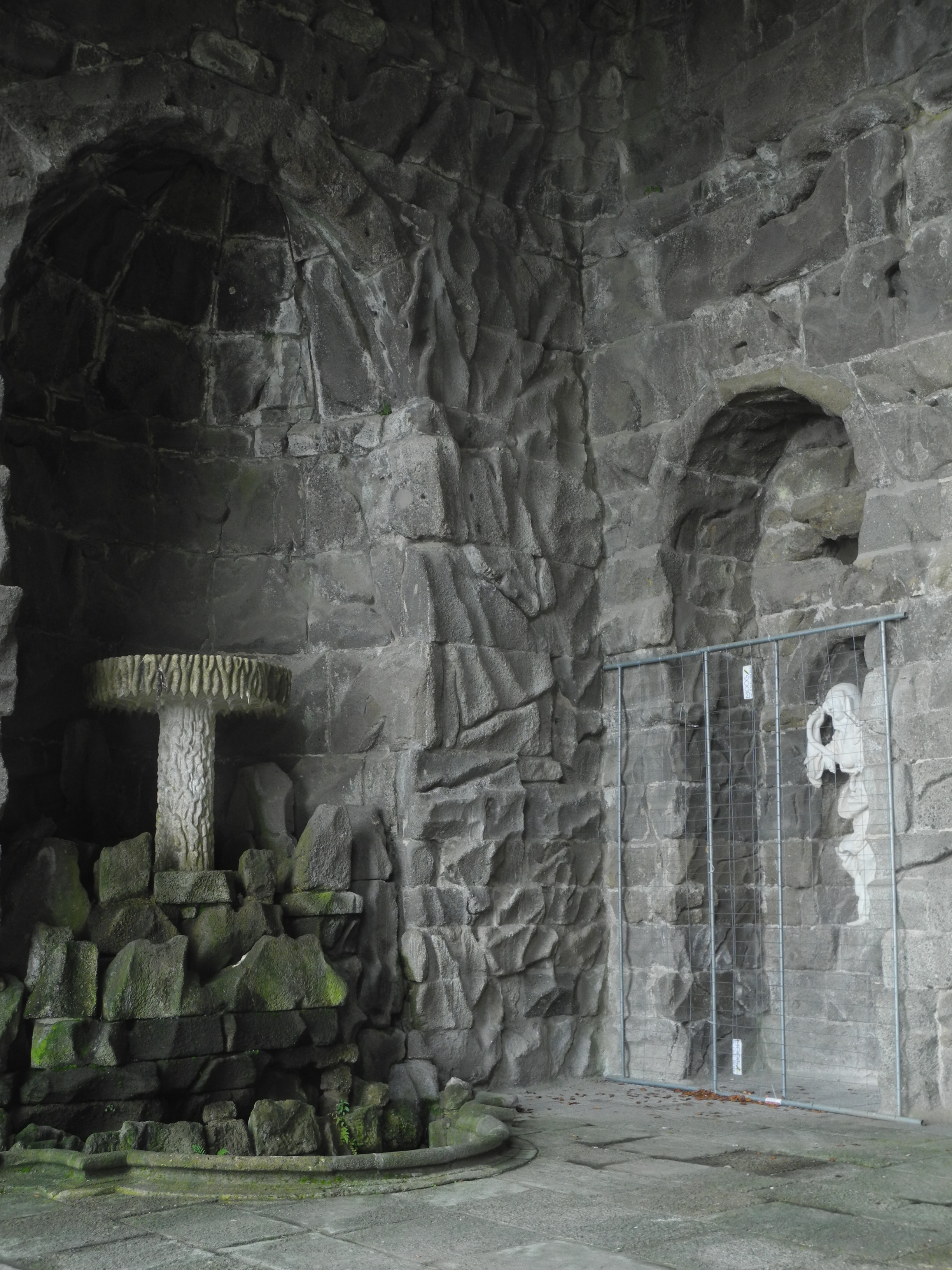
Südlicher Brunnentisch
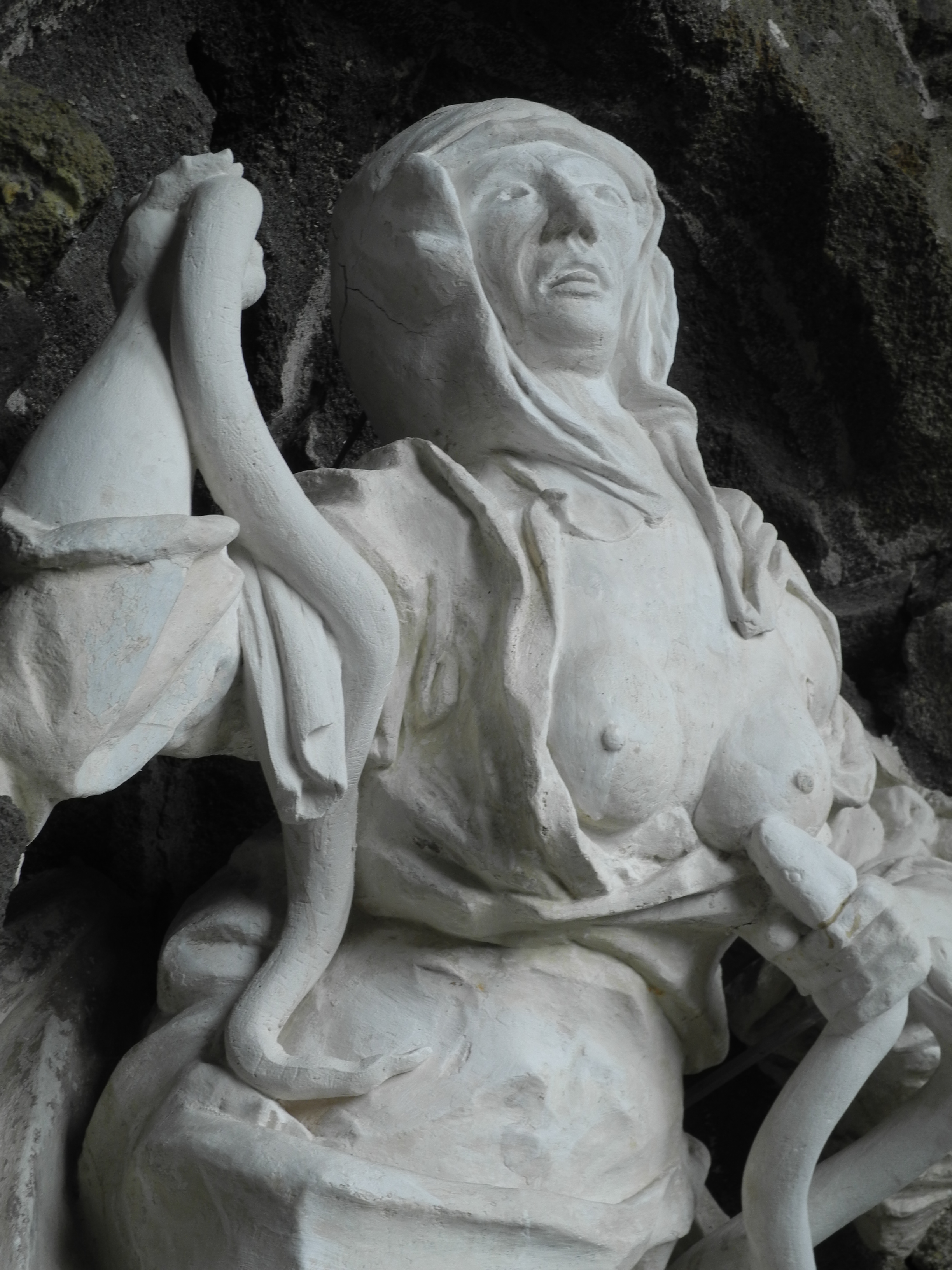
Eris
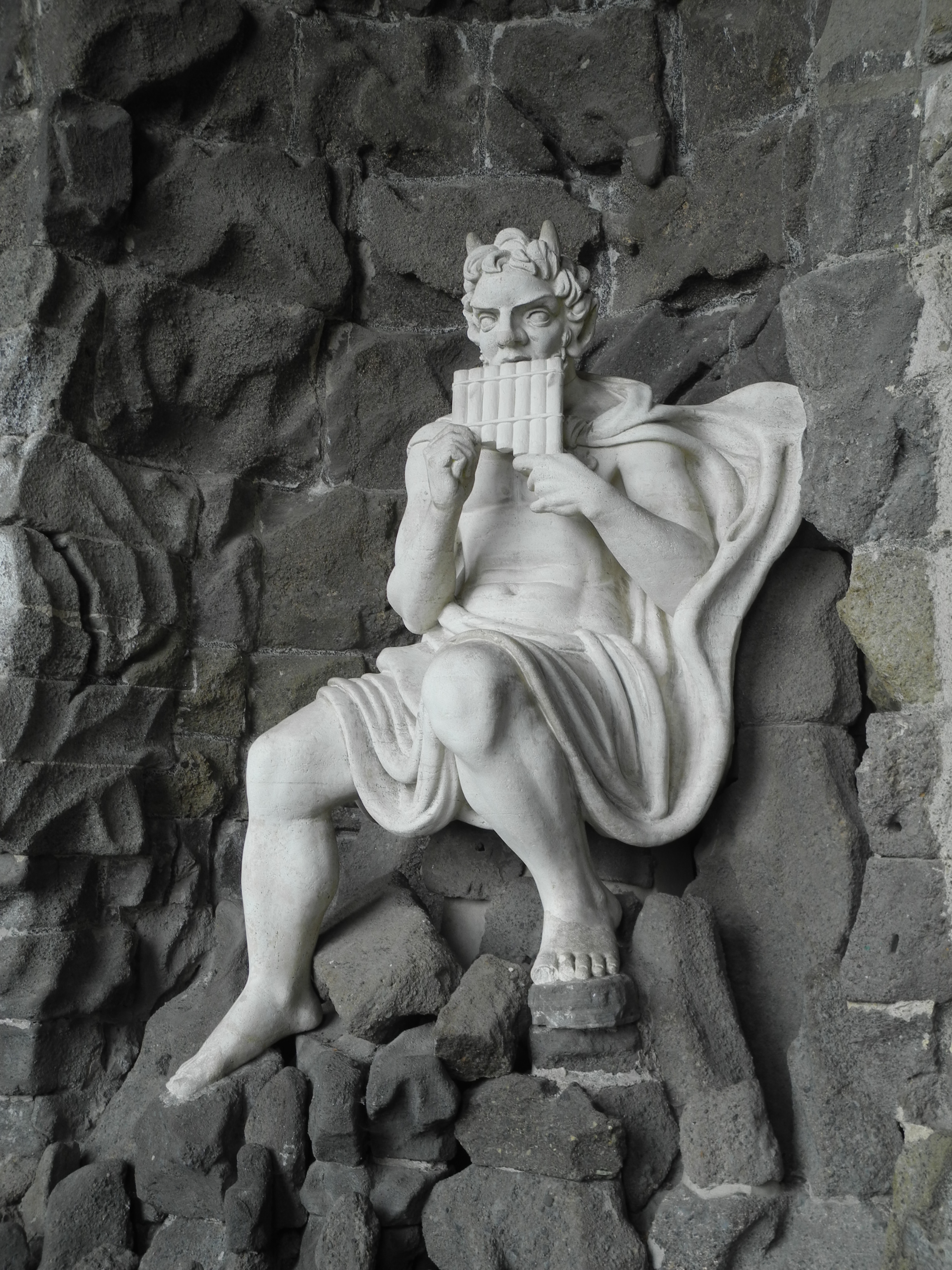
Pan
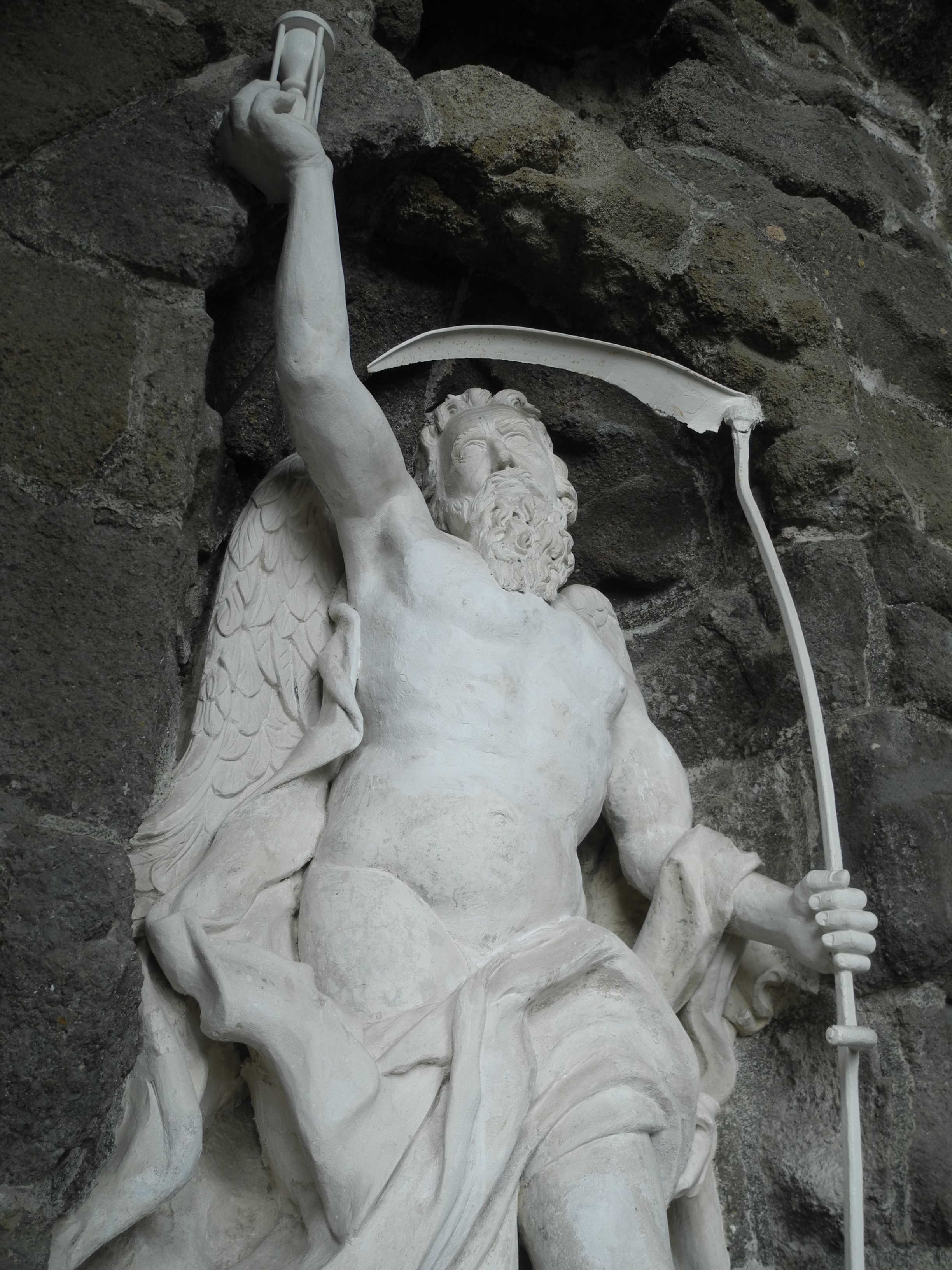
Chronos
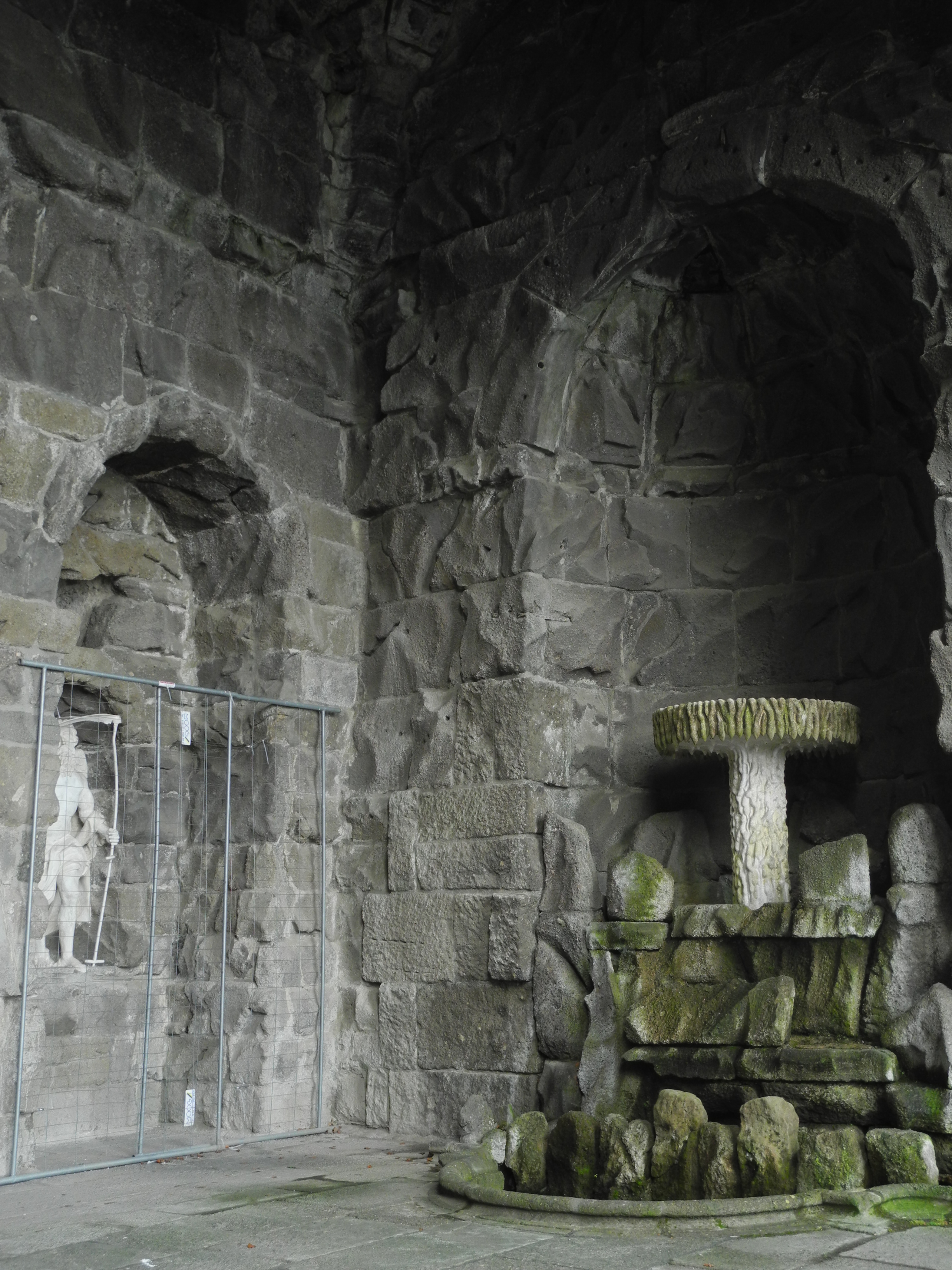
Nördlicher Brunnentisch

Verborgen hinter der Figur des Polyphem bzw. des Pan befand sich eine wasserbetriebene Drehorgel, die sogenannte Wasserorgel, deren Musik aus der Hirtenflöte zu kommen schien. Die Klänge sollten Besucher anlocken, die dann in der Grotte mit Wasser aus kleinen, im Boden eingelassenen Düsen – dem sog. Vexierwasser – nass gespritzt wurden. Das Vexierwasser ist nicht ständig in Betrieb, sondern soll Besucher überraschen und necken. Die Wasserorgel wurde 2014 restauriert und wird seit 2017 im Schloss Wilhelmshöhe ausgestellt. Eine 2017 angefertigte originalgetreue Nachbildung sollte ab 2021, nach Beendigung der Restaurierungsarbeiten am Oktogon, wieder an alter Stelle aufgestellt werden. Die im Boden eingelassenen Vexierwasserdüsen sind wieder in Betrieb. Durch einen Münzautomaten in der Grotte können sie und die Brunnentische für einen kurzen Zeitraum gestartet werden.
Der Name des Bassins vor der Grotte leitet sich von dem Tuffsteingebilde in seiner Mitte ab, das eine Artischocken-Frucht darstellt. Während der Wasserspiele entspringt aus seiner Mitte eine ca. 10 m hohe zentrale Fontäne, die von ca. 8 m hohen Seitenfontänen umfasst wird.
Eingefasst wird die Vexierwassergrotte durch die beidseitigen Krummen Kaskaden. Diese verlaufen zunächst parallel zu den begleitenden Treppen und knicken dann zu dem Plateau mit Grotte und Bassin ab.

## Riesenkopfplateau

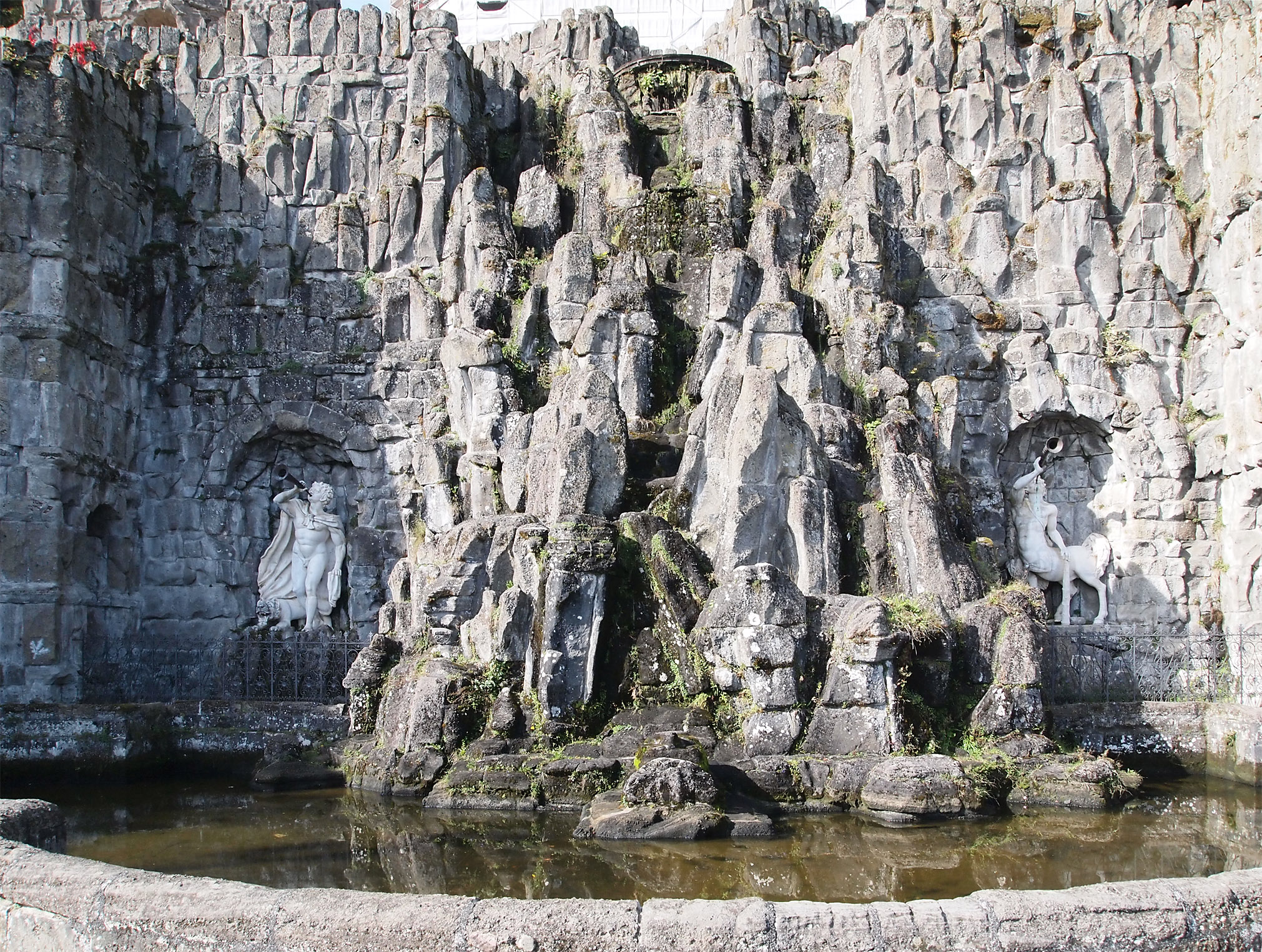
Bassin mit Felswand am Riesenkopfplateau (Sommer 2011)

Unterhalb der Vexierwassergrotte mit dem Artischockenbassin ist östlich das Riesenkopfplateau vorgelagert.
Unter einer steilen Felswand ist in dessen Bassin der Kopf des Riesen Enceladus zu erahnen, dessen Körper unter den Felsbrocken begraben liegt.
In den Nischen beidseits des Felsens stehen weitere mythologische Figuren:
- links, in der südlichen Nische, der Meeresgott Triton
- rechts, in der nördlichen Nische, ein Kentaur

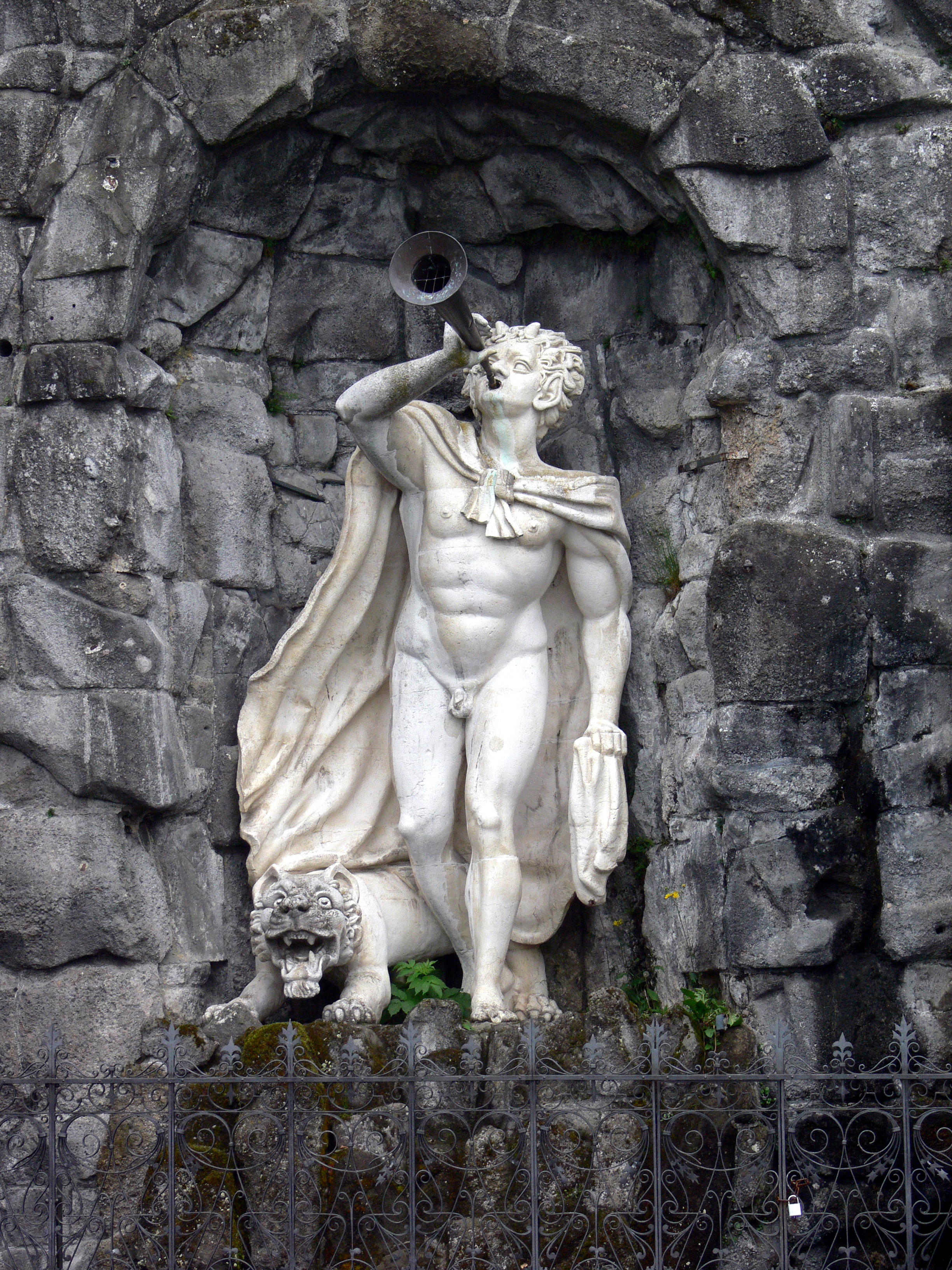
Triton
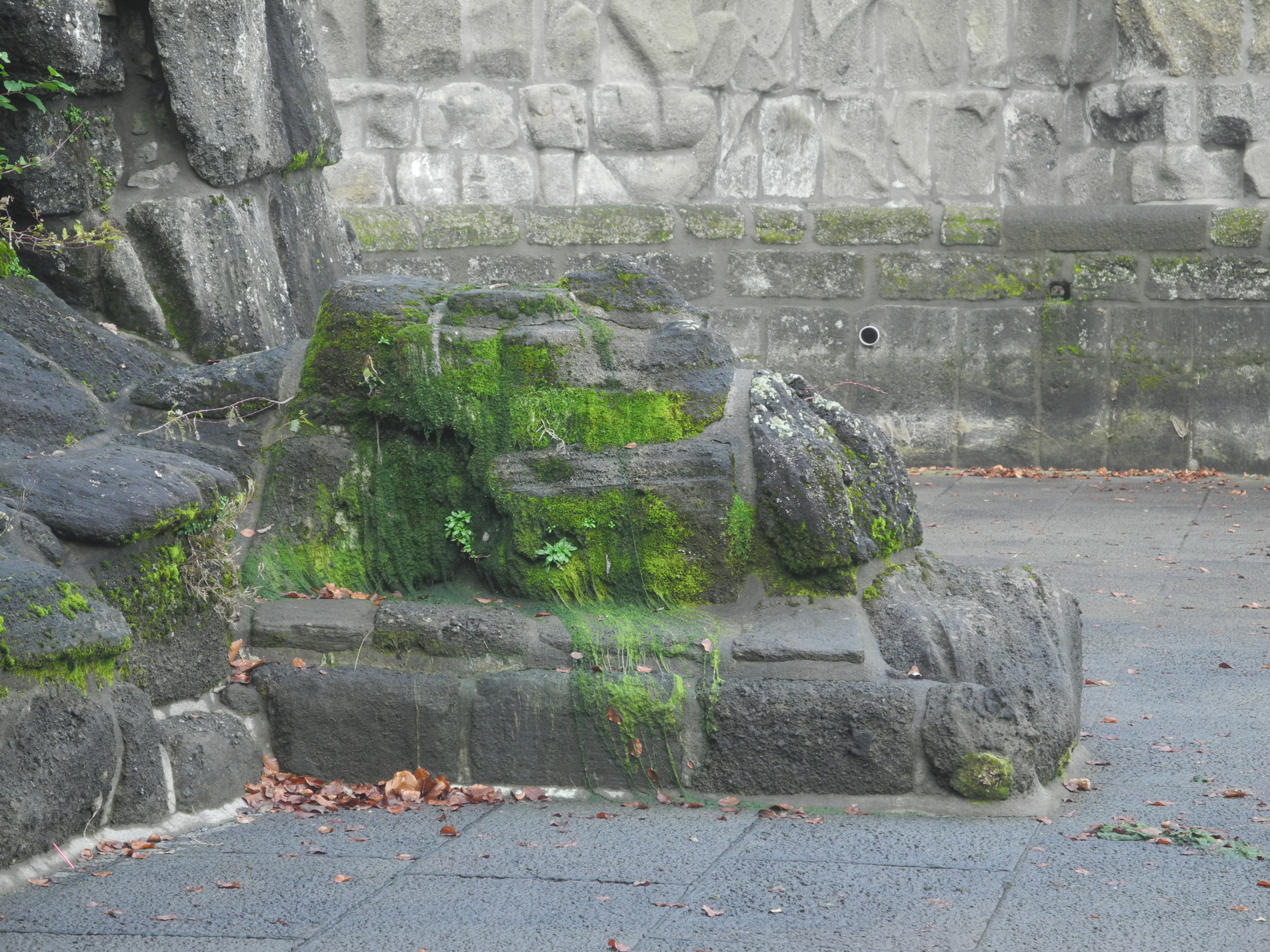
Kopf des Enceladus
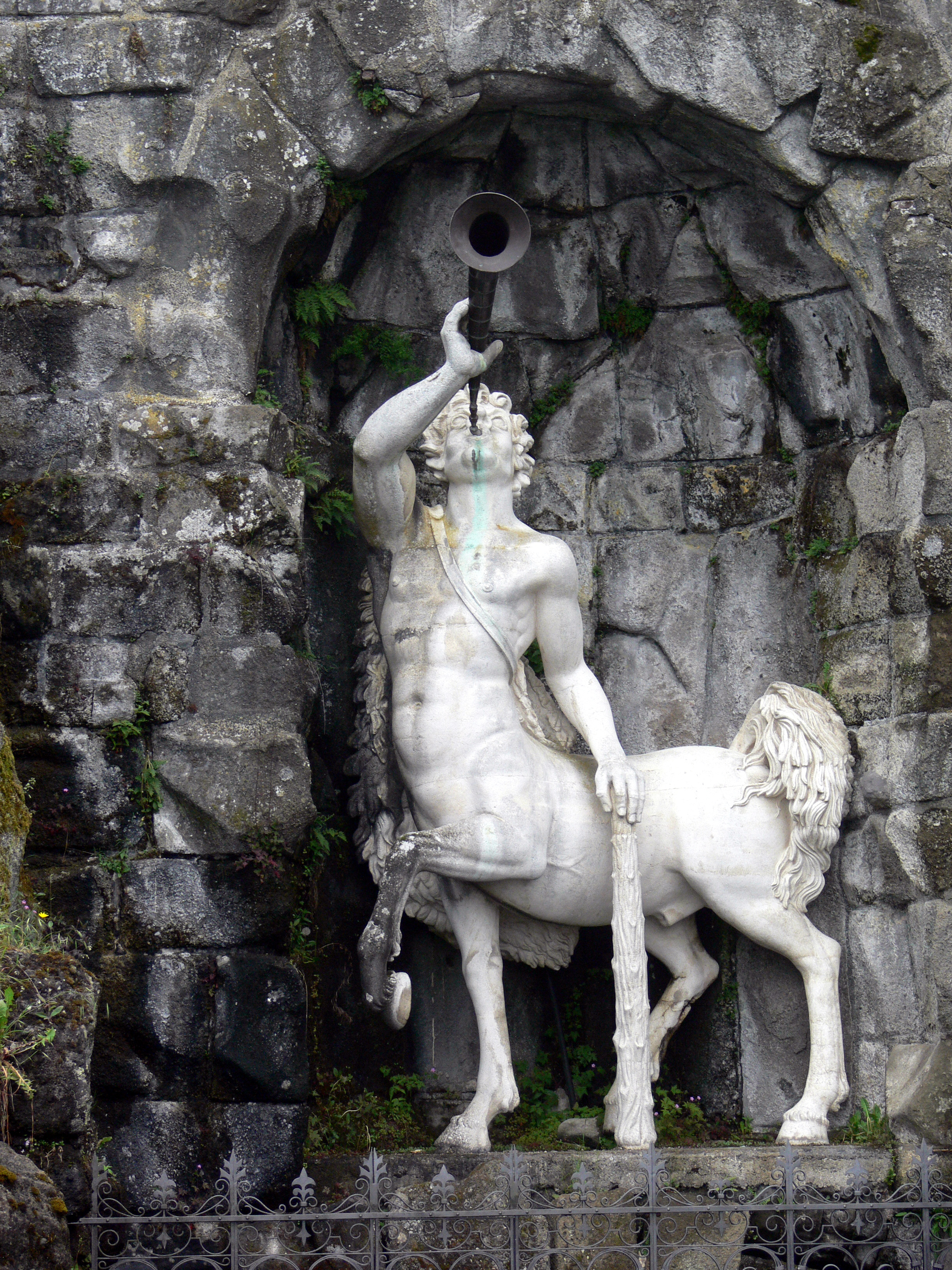
Kentaur

Während der Wasserspiele entspringt aus dem „Mund“ des liegenden Steinriesen eine Fontäne. Gleichzeitig sind die Hörner der Figuren zu hören, angetrieben durch vom Wasser mitgerissene Luft in einer sog. „Camera Aeolia“.
Die Darstellung des Enceladus unter den Felsbrocken beruht auf dem Gigantomachie-Mythos. Im Kampf wirft Athene die Insel Sizilien auf den Riesen und begräbt ihn darunter. In den Kasseler Wasserspielen speit dieser nun einen letzten Wasserstrahl in Richtung des Halbgottes. Diese Enceladus-Darstellung findet sich bereits in frühen Entwürfen, also bevor die heute bekrönende Herkules-Statue hinzu kam. Es ist also davon auszugehen, dass das Wasser ursprünglich gar nicht dem Herkules, sondern den Göttern des Olymp entgegen gespien wird.
Eingefasst ist das Riesenkopfplateau durch die beidseitigen Halbrunden Kaskaden.

## Kaskaden

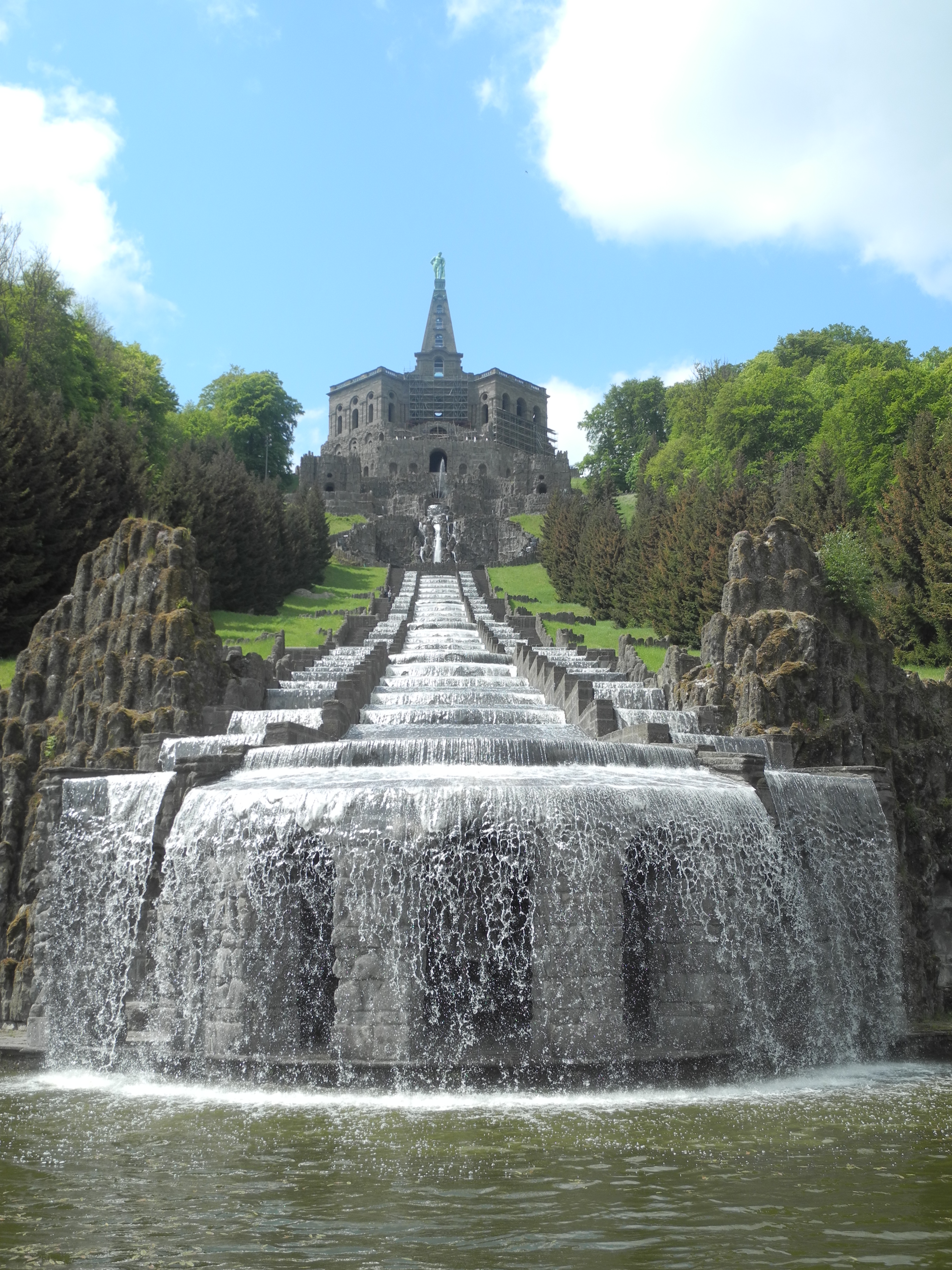
Herkules mit den vorgelagerten Großen Kaskaden während der Wasserspiele im Mai 2020

Die Richtung Osten hangabwärts vorgelagerten Kaskaden und Bassins werden für die Wasserspiele vom Sichelbachbecken mit Wasser versorgt. Dabei dienen der Feuerlöschteich und der Unglücksteich, beide nördlich des Oktogons, als oberirdische Zwischenspeicher.
Die Gesamtlänge der Wasseranlage beträgt zwischen der Vexierwassergrotte und dem Neptunbassin rund 320 m; inklusive des Oktogons sind dies etwa 400 m. Zwischen den beiden obersten Wasseraustritten, oberhalb der Vexierwassergrotte, und dem Neptunbassin, am untersten Ende der Kaskaden, bestehen 105 m Höhenunterschied.
Zwischen dem Riesenkopfplateau und dem Neptunbassin liegen die eigentlichen Kaskaden, die etwa 80 Meter Höhenunterschied überwinden. Bis zum Riesenkopfplateau wird das Wasser teils ober- und teils unterirdisch, teils über seitliche kleine Kaskaden geführt, jetzt folgt es den zentralen Großen Kaskaden hangabwärts. Diese sind eine 250 Meter lange Steinkonstruktion, die eine ins gigantische vergrößerte Wassertreppe darstellt. Der Mittelteil der 9 m breiten Kaskaden, die 5,50 m breiten Hauptkaskaden, werden beidseitig von je 1,75 m breiten und auf etwas höherem Niveau verlaufenden Nebenkaskaden begleitet, mit den beidseitigen menschlichen Treppenstufen sind die Großen Kaskaden 12 Meter breit.
Für die Großen Kaskaden können 235 m³ Wasser verwendet werden. Die Kaskaden werden durch drei zwischenliegende Wasserbassins untergliedert. Deren Funktion im Rahmen der Wasserspiele besteht in einer „Choreografierung“ des Wasserflusses: Das von oben über die Stufen hinabströmende Wasser wird für einige Sekunden gestoppt, um kurz darauf – aus dem Bassin heraus – seinen Weg über die riesenhaften Steinstufen fortzusetzen. Zur Entstehungszeit der Anlage befanden sich in diesen Zwischenbecken zusätzlich noch Fontänen.
Am unteren Ende der Großen Kaskaden stürzt das Wasser 6 m tief in das dem Meeresgott Neptun geweihte Neptunbassin. Seine Statue thront in einer Muschel in der Neptungrotte unterhalb der Großen Kaskaden.

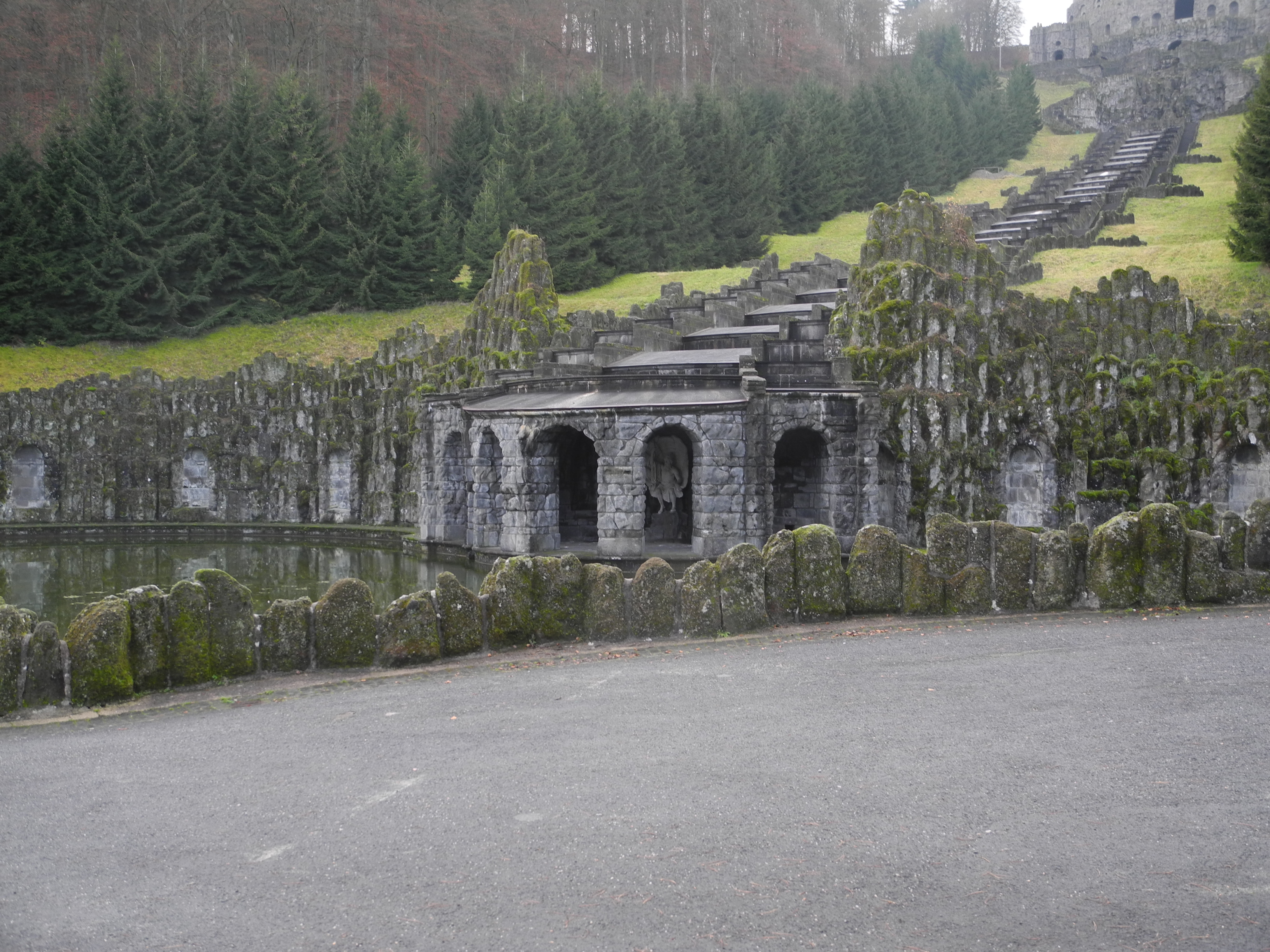
Große Kaskaden (2019)
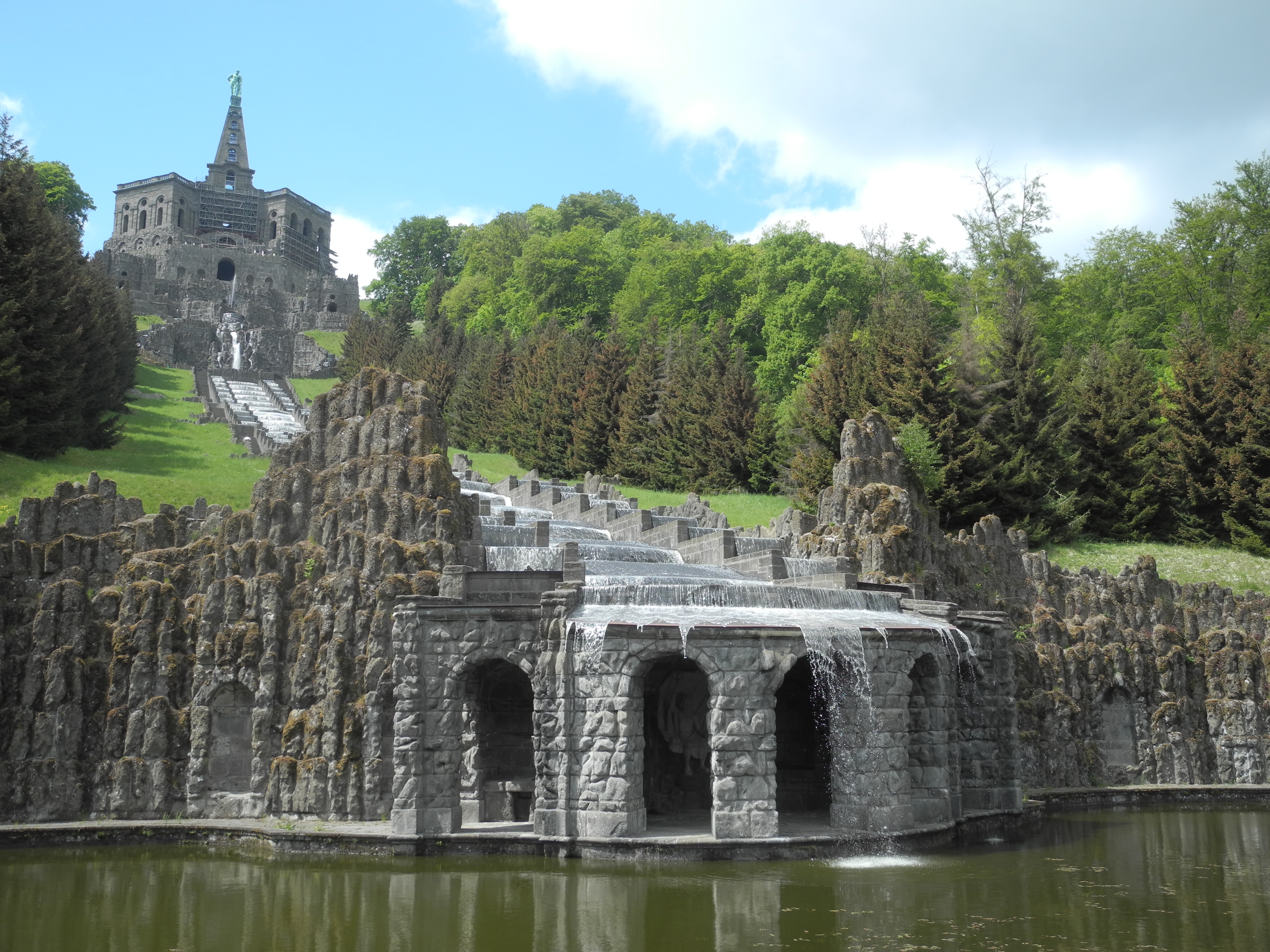
Große Kaskaden – die Wasserspiele erreichen die Neptungrotte (2020)
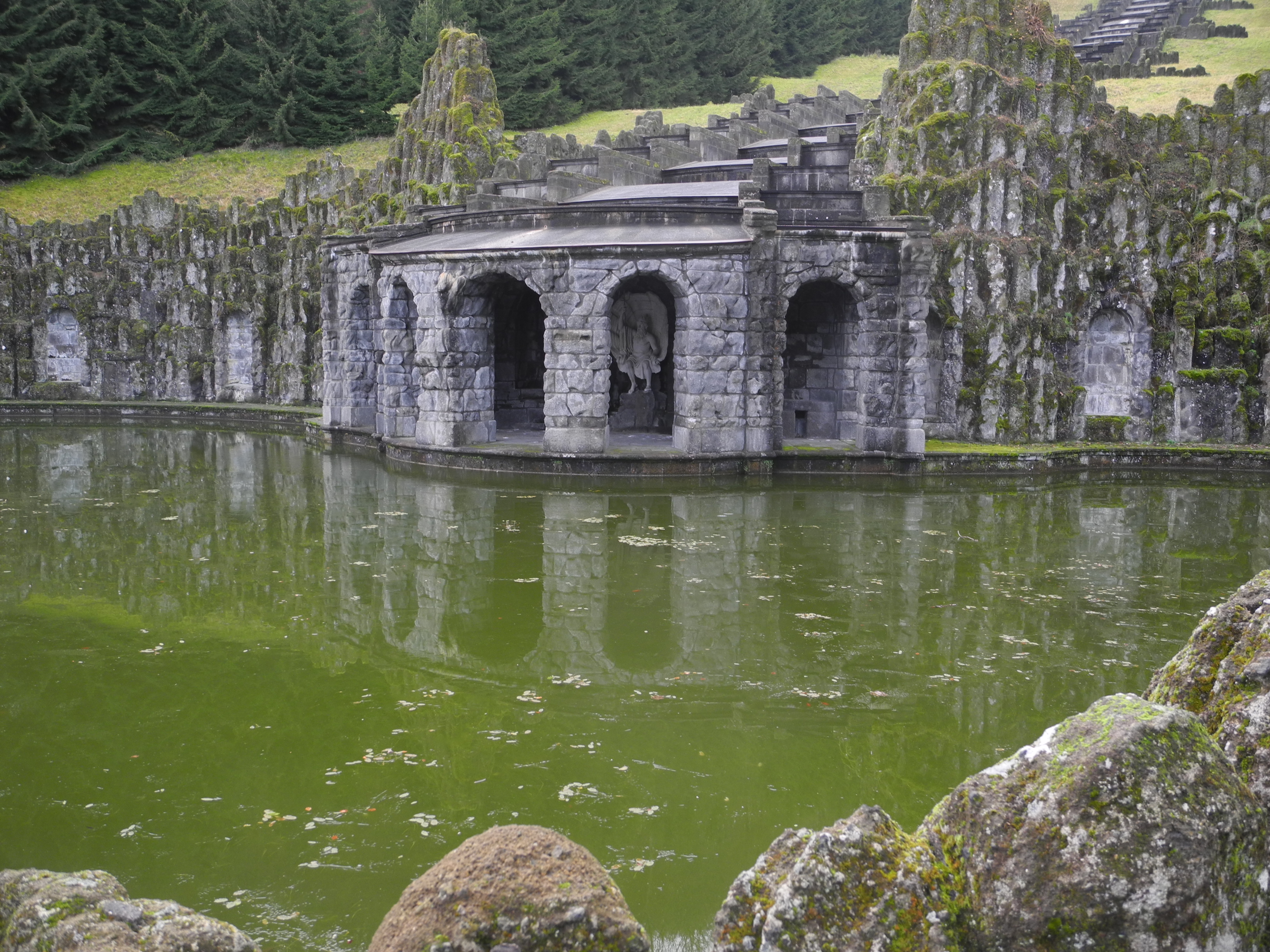
Neptunbassin mit Neptungrotte (2019)
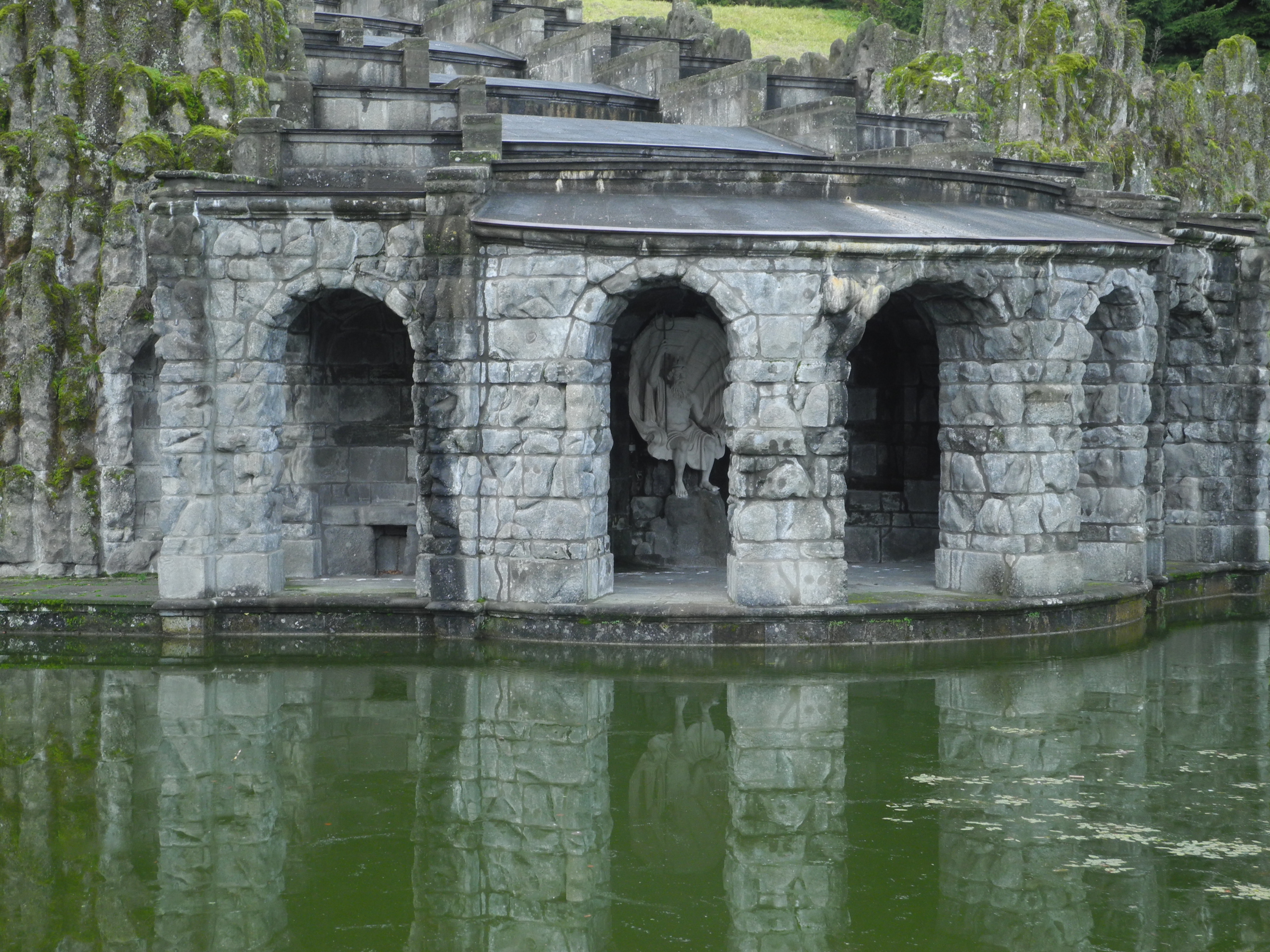
Neptungrotte (2019)
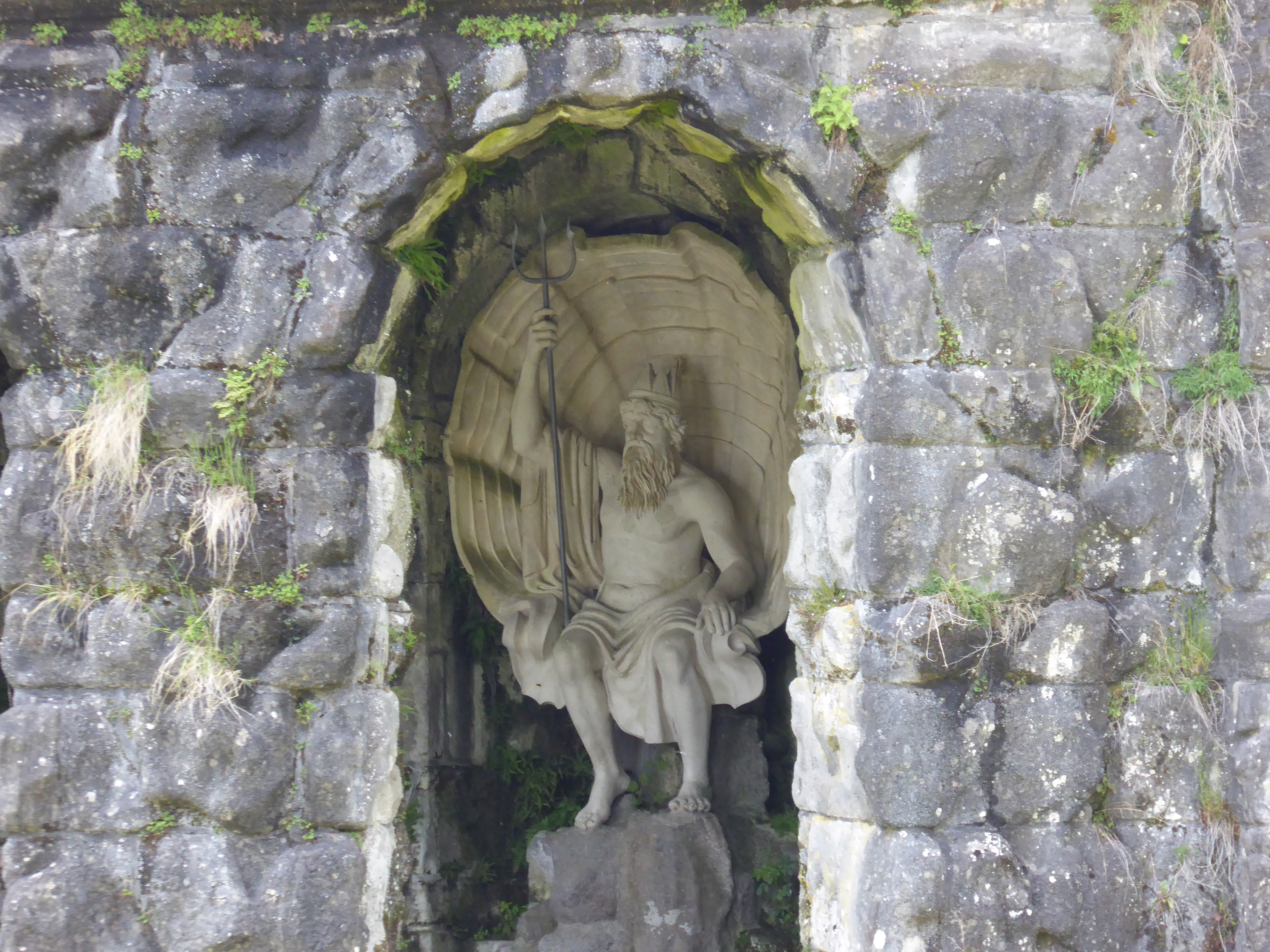
Figur des Neptun (2014)

Das Kaskadenbauwerk wird beidseits von Treppenstufen begleitet, die in den gewohnten menschlichen Maßstäben errichtet wurden und den Besuchern den Zugang zum Bauwerk erschließen bzw. zu den Wasserspielen ermöglichen (rechts 539 Stufen; links 535 Stufen). Vom Neptunbassin bis in die Statue des Herkules sind es insgesamt 885 Stufen.

## Ausgangspunkt der Wasserspiele im Park
Die ersten Wasserspiele am Herkules, früher „Wasserkünste“ genannt, fanden bereits 1714 statt. Dies war noch vor der endgültigen Fertigstellung des Gesamtkomplexes durch die Aufstellung der Herkulesstatue auf der Dachpyramide des Oktogon.
Die dem Oktogon Richtung Osten hangabwärts vorgelagerten Kaskaden und Bassins bilden heute den oberen, barocken Teil der Wasserspiele im Bergpark Wilhelmshöhe. Diesem ältesten Teil, entstanden unter Landgraf Karl, folgen bergab die Stationen des späteren, romantischen Bereichs, entstanden unter Landgraf Wilhelm IX mit:
- Steinhöfer Wasserfall
- Wasserfall an der Teufelsbrücke
- Aquädukt
- Große Föntäne

## Baumaterial und Erosion

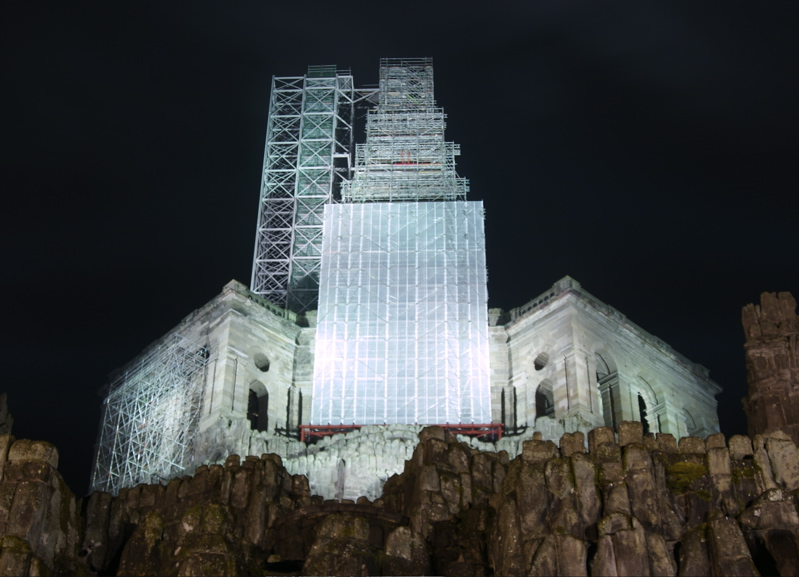
Bauarbeiten am Herkules 2007

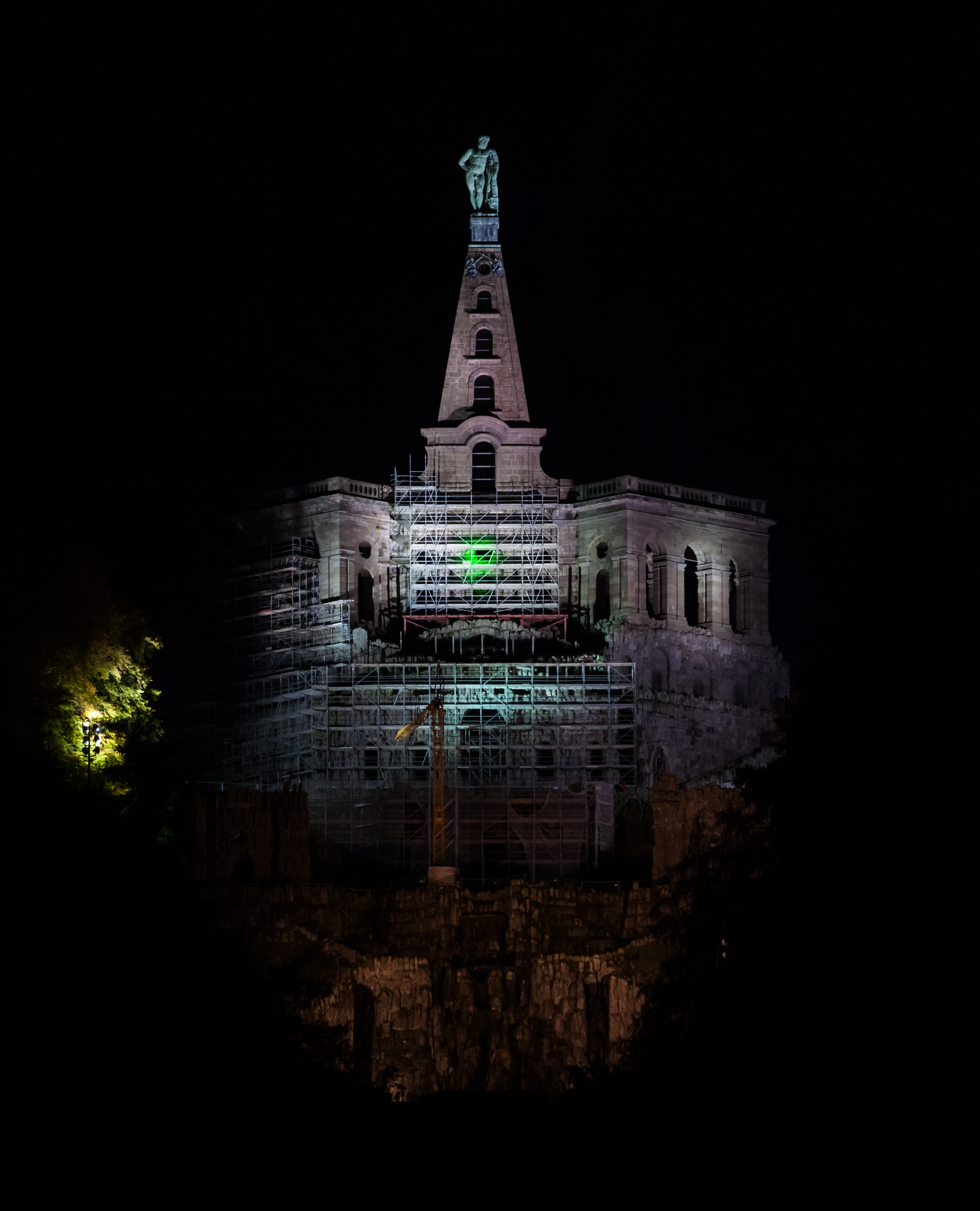
Nachtaufnahme des Herkules 2013

Praktisch der gesamte Baukörper – Oktogon und Kaskaden – besteht aus Lapilli-Tuff, dem Basalttuff Habichtswald, der in nahe gelegenen Steinbrüchen gewonnen wurde. Das weiche Material hatte den Vorteil der relativ guten Bearbeitbarkeit, es verwittert jedoch verhältnismäßig schnell und stellt seit 300 Jahren ein Problem beim Erhalt des Bauwerks dar.
Hauptproblem ist hierbei die Frosterosion: Das poröse Tuffgestein saugt an der Oberfläche Regenwasser auf. Diese feuchten Randbereiche platzen bei Frost schichtweise ab.
Ein weiteres Problem ist die schiere Masse des Bauwerks und der unterschiedliche Untergrund. Das Bauwerk wird von seinem eigenen Gewicht auseinandergedrückt. Während der westliche Teil auf einem stabilen Basaltsockel ruht, steht die der Stadt zugewandte Ostseite auf Tuffgestein und Lehmschutt. Bis zur Durchführung der Verankerungsbohrung drohten Ostteil und vorgelagerte Grotten den Karlsberg hinunterzugleiten.
Einige Hallen und der gesamte Südflügel sind wegen Einsturz- bzw. Steinschlaggefahr für Besucher gesperrt.

## Sanierung

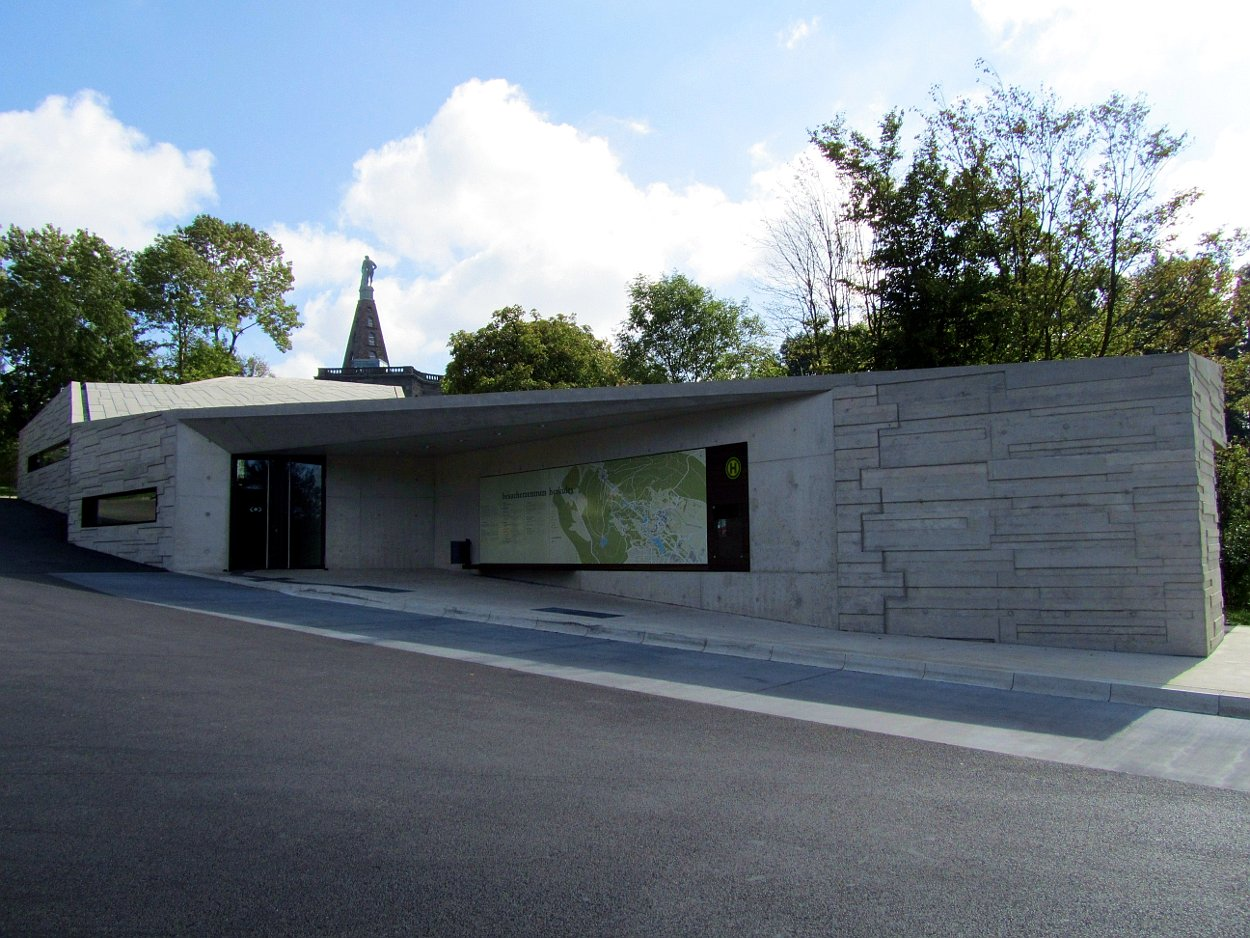
Besucherzentrum Herkules

Seit Herbst 2005 finden dringend notwendige und umfangreiche Sanierungsarbeiten zum Erhalt des Bauwerks statt. Sie sind Bestandteil des Landeskonzepts zur Neuordnung der Museumslandschaft Hessen Kassel und sollten nach Angaben des Hessischen Ministeriums für Wissenschaft und Kultur im Jahre 2011 abgeschlossen sein. Für die Kosten der Sanierung wurden ursprünglich 21 Millionen Euro veranschlagt, durch Verzögerungen infolge weiterer vorher nicht bekannter Schäden sowie steigender Baukosten, schätzte das Ministerium im Mai 2011 die Kosten auf rund 30 Millionen Euro.
Wie schon in den Jahren 1900 und 1951, erfolgt seit 2006 in Zusammenhang mit einer Sanierung des Bauwerks auch eine solche der Statue; hierzu wurde u. a. der Kopf demontiert und für einige Zeit Ende 2006 im Schloss Wilhelmshöhe ausgestellt. Im August 2008 wurde der Kopf wieder aufgesetzt. An der Restaurierung des Herkules war der Berliner Kupferschmied und Metallrestaurator Peter Trappen beteiligt. Ab Mai 2011 sollten Plattform und Pyramide wieder für Besucher freigegeben werden können. Nachdem dieser Termin im Juni 2011 auf Ende August verschoben wurde, fand die Wiedereröffnung am 4. September statt. Vom Sanierungsbudget wurden bis dato 13,6 Millionen Euro aufgewendet. Das Ende der Sanierungsarbeiten war für 2013 angekündigt.
2019 waren die Sanierungsarbeiten an den Kaskaden abgeschlossen, unzugänglich ist noch der Innenraum des Oktogon. Die Prüfung des zweiten Stockwerks des Oktogon ergab, dass dort der Tuffstein beschädigter ist, als zunächst erwartet, sodass die Sanierung noch bis November 2026 dauern soll.

## Aussichtsmöglichkeit
Bereits vom Fuß des Herkules, insbesondere aber von seiner großen Aussichtsplattform, bietet sich eine weite Aussicht:
In Richtung Osten fällt der Blick über die Hauptachse des Bergpark Wilhelmshöhe mit den Kaskaden und dem Schloss Wilhelmshöhe entlang der Wilhelmshöher Allee in Richtung der Kasseler Innenstadt, wobei nahezu das gesamte Stadtgebiet einsehbar ist. Nicht zu übersehen ist dabei an der Allee das große Vordach des Bahnhofs Kassel-Wilhelmshöhe. Am Horizont sind von Norden nach Süden der Reinhardswald, der Kaufunger Wald, der Hohe Meißner und die Söhre zu erkennen. Zwischen den beiden zuerst genannten Wäldern ist der Gaußturm auf dem Hohen Hagen im Dransfelder Stadtwald auszumachen, besonders dann, wenn er von der bereits recht tief im Westen stehenden Sonne angestrahlt wird. Nach Nordosten kann man vorbei am Hohen Hagen bei klarem Wetter sogar den Brocken im Harz erkennen, insbesondere mit einem Prismenfernglas. In Richtung Westen fällt der Blick auf die Hochlagen des Habichtswaldes, zum Beispiel hinüber zum Essigberg mit dem Fernmeldeturm Habichtswald und in Richtung Nordwesten hinüber zum Hohen Dörnberg. Nach Südwesten blickt man zum Kellerwald, in dem die Türme auf dem Wüstegarten und auf dem Hohen Lohr zu erkennen sind.

## Besucherzentrum Herkules
Etwa 200 m nordwestlich des Herkules wurde 2011 das neu errichtete Besucherzentrum Herkules eröffnet. Es bietet insbesondere Informationen zu dem als UNESCO-Weltkulturerbe anerkannten Bergpark mit Wasserkünsten und Herkules.

## Verkehrsanbindung und Wandern
Von 1903 bis 1966 beförderte die Herkulesbahn Personen von Kassel hinauf zum Herkules. Heute fahren Busse der der KVG-Linie 22 und zur Saison Linie 23 bis zur Wendeschleife der Endstation am Bauwerk. Individuell kann man mit Kraftfahrzeugen bis zum beim Besucherzentrum Herkules gelegenen Großparkplatz fahren. Direkt am Herkules vorbei führen die Wanderwege Habichtswaldsteig, Herkulesweg, Kassel-Steig, Märchenlandweg und Studentenpfad. Herkules und umgebener Park können erkundet werden, was die Kasseler Wasserspiele einschließt.

## Trivia
In der 1861 gegründeten Kasseler Brauerei Losch wurde ab 1897 das Herkules-Bier gebraut. Später wurde die Brauerei in Herkules-Brauerei umbenannt. Diese wurde 1972 von Binding übernommen und 1999 geschlossen.
Anlässlich des 300-jährigen Jubiläums im Jahre 2017 wurden als Souvenir Euro-Scheine mit dem Nennwert Null Euro herausgegeben.